# Mrągowo
Mrągowo (hist. Ządzbork, Ządźbork, Żądzbork, niem. Sensburg, prus. Sēinits) – miasto w województwie warmińsko-mazurskim, siedziba władz powiatu mrągowskiego oraz wiejskiej gminy Mrągowo.
Miasto jest znane głównie z organizowanego od 1982 r. dorocznego Pikniku Country. Mrągowo jest również popularnym ośrodkiem turystycznym i wypoczynkowym.

## Geografia

### Położenie

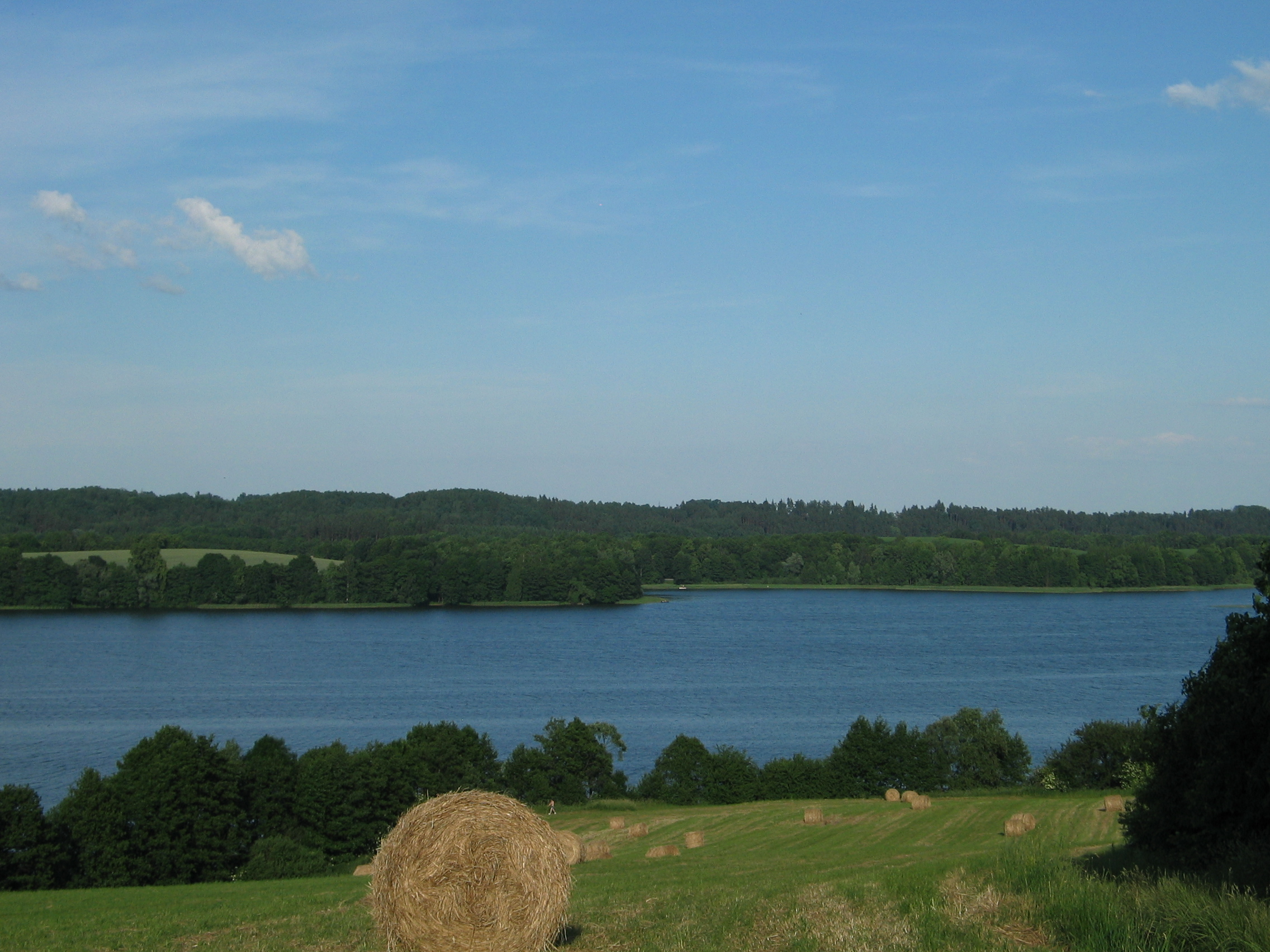
Widok na Juno

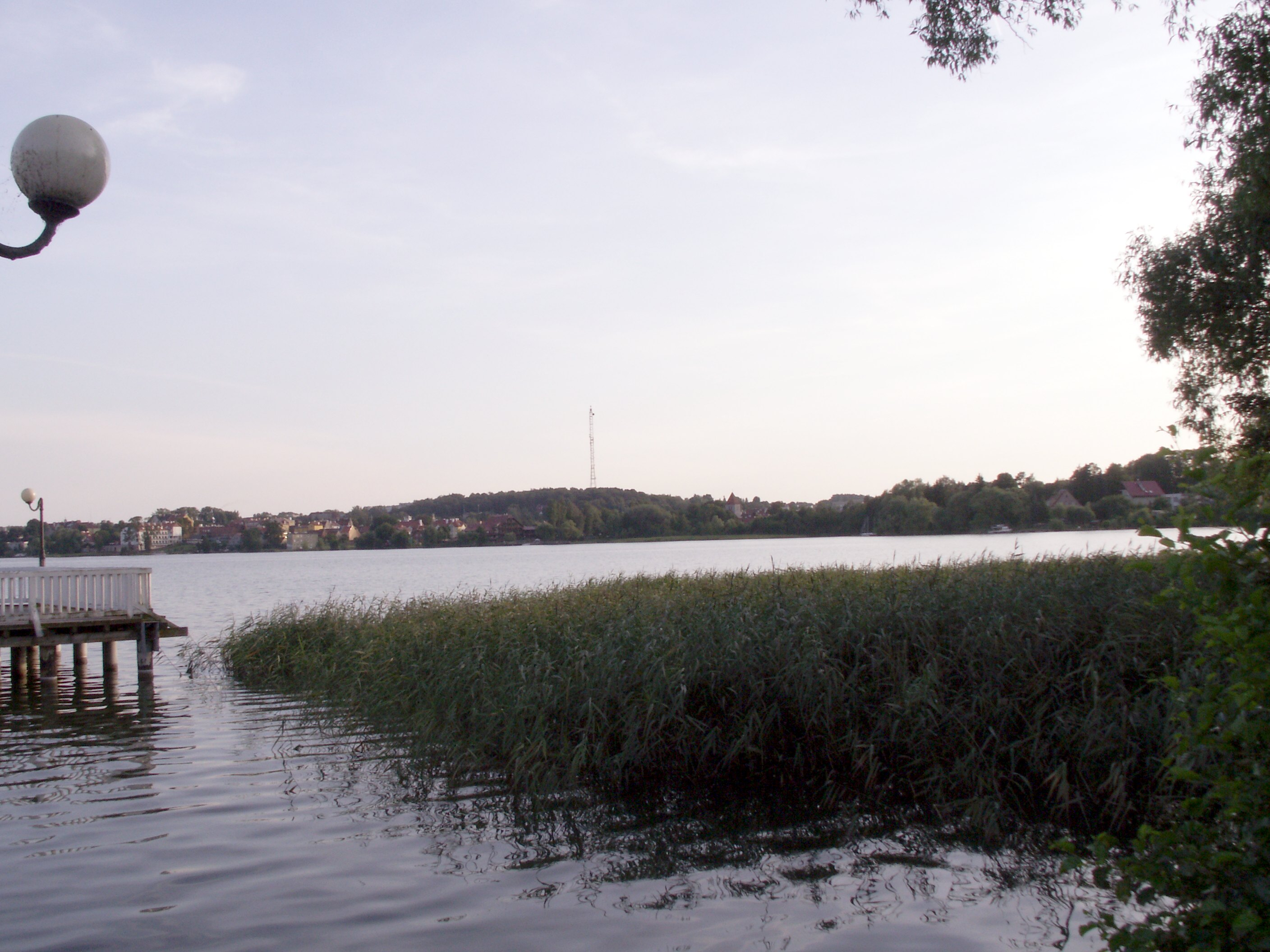
Jezioro Czos

Mrągowo leży na Mazurach, na obszarze historycznego pruskiego terytorium plemiennego Galindii. W latach 1975–1998 znajdowało się w województwie olsztyńskim. Zgodnie z podziałem geograficznym leży na Pojezierzu Mrągowskim, które jest częścią Pojezierza Mazurskiego. Pod względem podziału terytorialnego Kościoła rzymskokatolickiego Mrągowo należy do diecezji warmińskiej i dzieli się na dwa dekanaty.

### Ukształtowanie powierzchni
Teren, na którym położone jest Mrągowo, charakteryzuje się dużą liczbą jezior oraz pagórków pochodzenia lodowcowego z Wzniesieniem Wyszemborskim, które wpływa na kształtowanie się mikroklimatu w mieście i najbliższej okolicy. Ukształtowanie powierzchni nastąpiło w ostatniej fazie zlodowacenia. Miasto leży w krajobrazie młodo-glacjalnym, pagórkowatym i pojeziernym. Obszar Mrągowa i jego najbliższej okolicy pod względem hipsometrycznym jest bardzo urozmaicony. W sąsiedztwie wzgórz morenowych jak Wzgórze Jaenike, Góra Czterech Wiatrów, wzniesienia nad Jeziorem Czarnym i w Polskiej Wsi (ok. 200 m n.p.m.), występują głębokie rynny jeziorne, wypełnione wodą lub obniżenia terenu np. w kierunku Użranek (116 m n.p.m.). Maksymalna deniwelacja osiąga w pewnych rejonach nawet 95 m, w granicach miasta występują również głębokie wąwozy m.in. przy ulicy Giżyckiej i Wileńskiej.

### Struktura powierzchni
Według danych z 2002 Mrągowo ma obszar 14,81 km², w tym:
- użytki rolne: 17%;
- użytki leśne: 8%;

Powierzchnia Mrągowa stanowi 1,39% powierzchni powiatu.

### Klimat
Mrągowo leży w strefie klimatu umiarkowanego. Średnia roczna temperatura wynosi +6,7 °C, średnia temperatura w lipcu wynosi +17,2 °C, a w styczniu –3,5 °C. Średnia suma opadów w skali roku wynosi od 450 do 600 mm. Występują tu wiatry zmienne z kierunków wschodnich i zachodnich, o średniej prędkości 4 m/s.

### Podział administracyjny

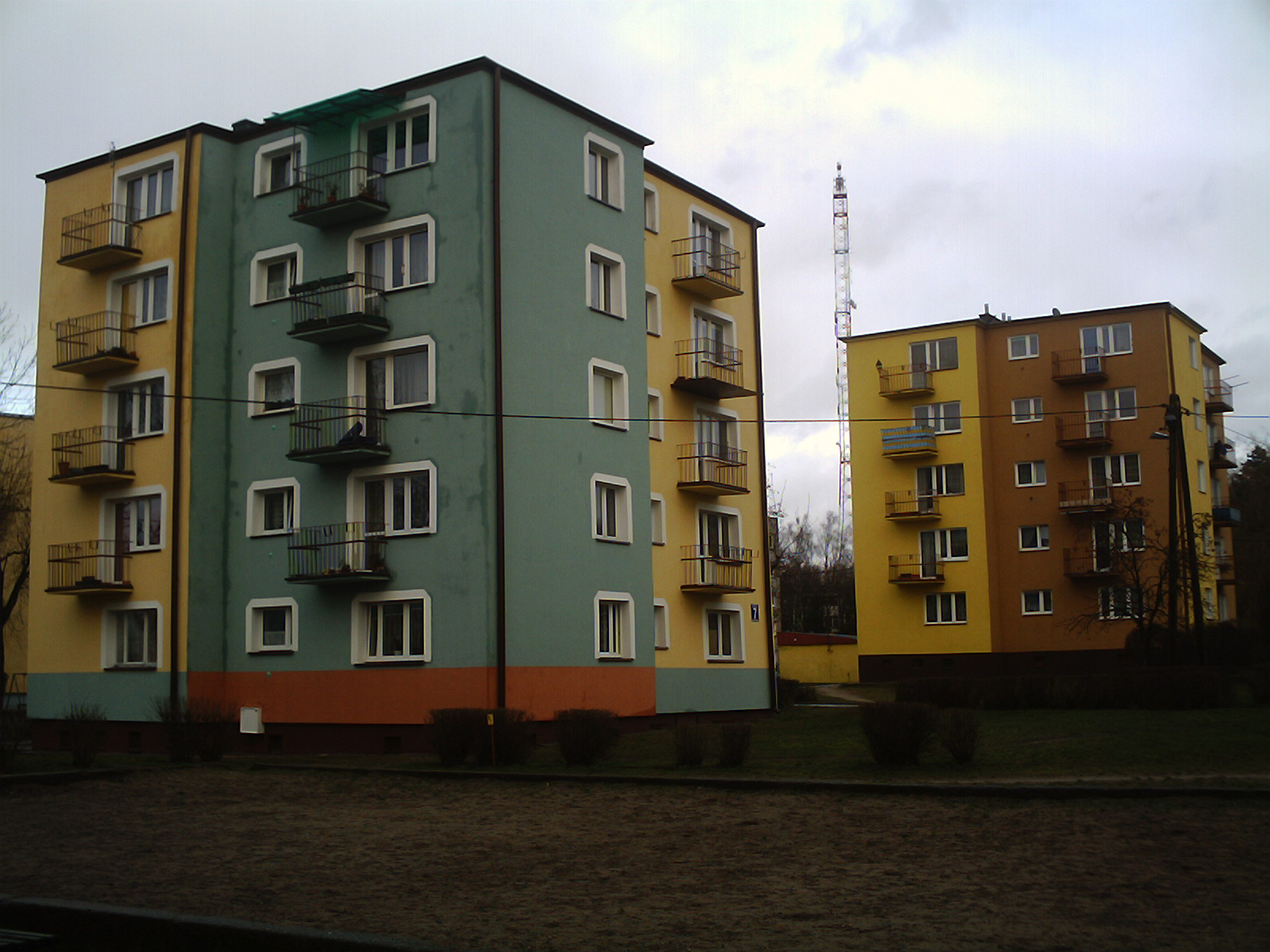
Osiedle Parkowe

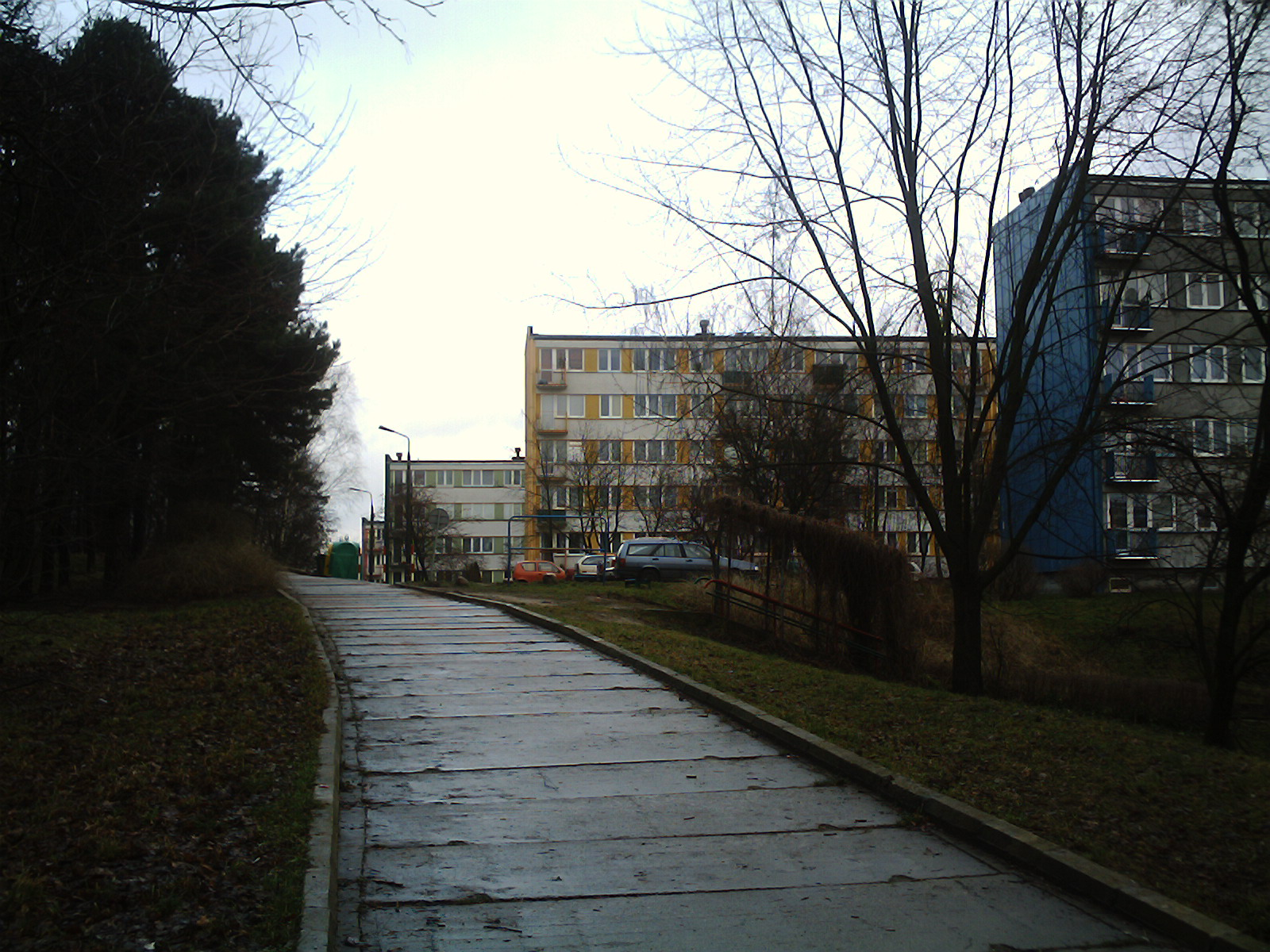
Osiedle Brzozowe

Mrągowo nie posiada formalnego podziału administracyjnego, tym niemniej poszczególne części miasta posiadają swoje własne nazwy:
- Centrum – najstarsza część miasta. Położona w jego środkowej części. Zlokalizowanych jest tu większość zabytków.
- Osiedle Brzozowe – położone na wzgórzu przy trasie krajowej nr 16.
- Osiedle Grunwaldzkie – położone między trasą nr 16 a jeziorem Czos.
- Osiedle Mazurskie – położone w zachodniej części miasta przy linii kolejowej.
- Osiedle Medyk – położone w północnej-zachodniej części miasta między jeziorem Juno a Leśną Drogą.
- Osiedle Metalowców – położone w południowej części miasta na wzgórzu między trasą nr 16 a linią kolejową.
- Osiedle Nikutowo – położone w południowej części miasta między jeziorem Sutapie Małe a linią kolejową.
- Osiedle Parkowe – położone w zachodniej części miasta między ulicami Brzozową, Rynkową, a linią kolejową.

## Demografia
Mrągowo zaczęło rozwijać się od początku swojego istnienia. Najpierw była to niewielka nie przekraczająca 100 mieszkańców osada. Po nadaniu w 1444 przywileju lokacyjnego rozwój miasta następował znacznie szybciej. Przeszkodą były ciągłe pożary, epidemie i wojny. W 1541 miasto liczyło 450 mieszkańców, w 1818 1 600, a w 1939 9 877. Po II wojnie światowej nastąpił gwałtowny rozwój Mrągowa, rozbudowie przemysłu towarzyszyło powstawanie nowej zabudowy mieszkaniowej. Miasto zwiększało także swoją powierzchnię m.in. w latach 80. XX w. przyłączono część położonej na południu wsi Nikutowo. W 1970 miasto liczyło 18 tys. mieszkańców, a w 1997 już ok. 23 000. Początek XXI wieku charakteryzuje spadek ludności, przyczyną ujemnej migracji jest m.in. upadek zakładów przemysłowych i towarzyszące mu zmniejszenie ilości miejsc pracy. Według danych z końca 2013 w Mrągowie zameldowanych było 22190 osób (10 660 mężczyzn, 11 530 kobiet).
Zmiana liczby ludności:
| rok  | Liczba ludności |
| ---- | --------------- |
| 1444 | 100             |
| 1541 | 450             |
| 1816 | 1500            |
| 1837 | 2302            |
| 1852 | 2164            |
| 1861 | 2507            |
| 1865 | 3065            |
| 1867 | 3137            |
| 1888 | 3611            |
| 1898 | 4000            |

| rok  | Liczba ludności |
| ---- | --------------- |
| 1910 | 6129            |
| 1919 | 5461            |
| 1925 | 7421            |
| 1930 | 8500            |
| 1933 | 8757            |
| 1936 | 8929            |
| 1939 | 9877            |
| 1945 | 3369            |
| 1948 | 6300            |
| 1974 | 13 700          |

| rok  | Liczba ludności |
| ---- | --------------- |
| 1977 | 15 600          |
| 1982 | 18 000          |
| 1999 | 22 020          |
| 2000 | 22 084          |
| 2001 | 22 109          |
| 2002 | 22 037          |
| 2003 | 22 016          |
| 2004 | 21 884          |
| 2005 | 21 809          |
| 2006 | 21 715          |

| rok  | Liczba ludności |
| ---- | --------------- |
| 2008 | 21 734          |
| 2015 | 21 561          |
| 2016 | 21 952          |
| 2020 | 21 302          |

Dane z 31 grudnia 2008:
| Opis                              | Ogółem | Ogółem | Kobiety | Kobiety | Mężczyźni | Mężczyźni |
| --------------------------------- | ------ | ------ | ------- | ------- | --------- | --------- |
| Jednostka                         | osób   | %      | osób    | %       | osób      | %         |
| Populacja                         | 21 734 | 100    | 11 303  | 52      | 10 431    | 48        |
| Gęstość zaludnienia [mieszk./km²] | 1467,5 | 1467,5 | 763,2   | 763,2   | 704,3     | 704,3     |

Struktura wiekowa
- 25% – ludność w wieku przedprodukcyjnym
- 61% – ludność w wieku produkcyjnym
- 14% – ludność w wieku poprodukcyjnym

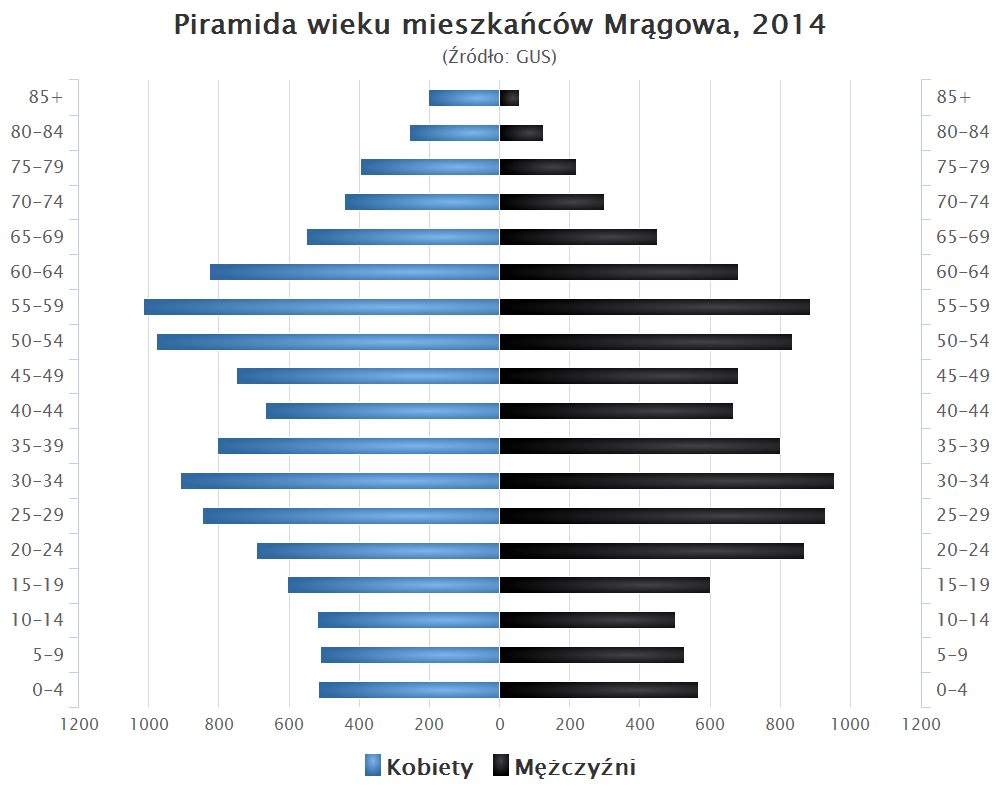
Piramida wieku mieszkańców Mrągowa w 2014 roku

## Historia
Teren, na którym powstało Mrągowo nosi nazwę Galindii i od północy graniczył z Barcją.
Przerwane podczas II wojny światowej badania archeologiczne, które prowadzili archeolodzy z Uniwersytetu Królewieckiego potwierdziły przesłanie legendarne, które mówiło, że pierwsza osada znajdowała się na wyspie jeziora Czos (obecnie Półwysep Ostrów).
W 2011 roku na placu Wolności odkryto ślady osady ludności kultury kurhanów zachodniobałtyjskich datowaną na III– II w. p.n.e.
Od początku swojego istnienia miasto podlegało administracji w Szestnie będącej siedzibą wójta – prokuratora krzyżackiego pełniącego funkcję administratora z ramienia komtura bałgijskiego.
Nie zachował się dokument lokacyjny, który pozwalałby określić dokładną datę założenia miasta. Na jednej z pierwszych pieczęci miejskich figuruje rok 1348. Wiadomo zaś, że w latach 1404–1407 komtur bałgijski Johann von Sayn, lokował miasto na prawie chełmińskim, a wielki mistrz krzyżacki Konrad von Jungingen nadał tej miejscowości prawa miejskie. 20 lutego 1444 Konrad von Erlichshausen w Szestnie na prośbę mieszkańców odnowił pierwotny przywilej lokacyjny miasta Mrągowa, od którego przyjęto datę nadania praw miejskich.

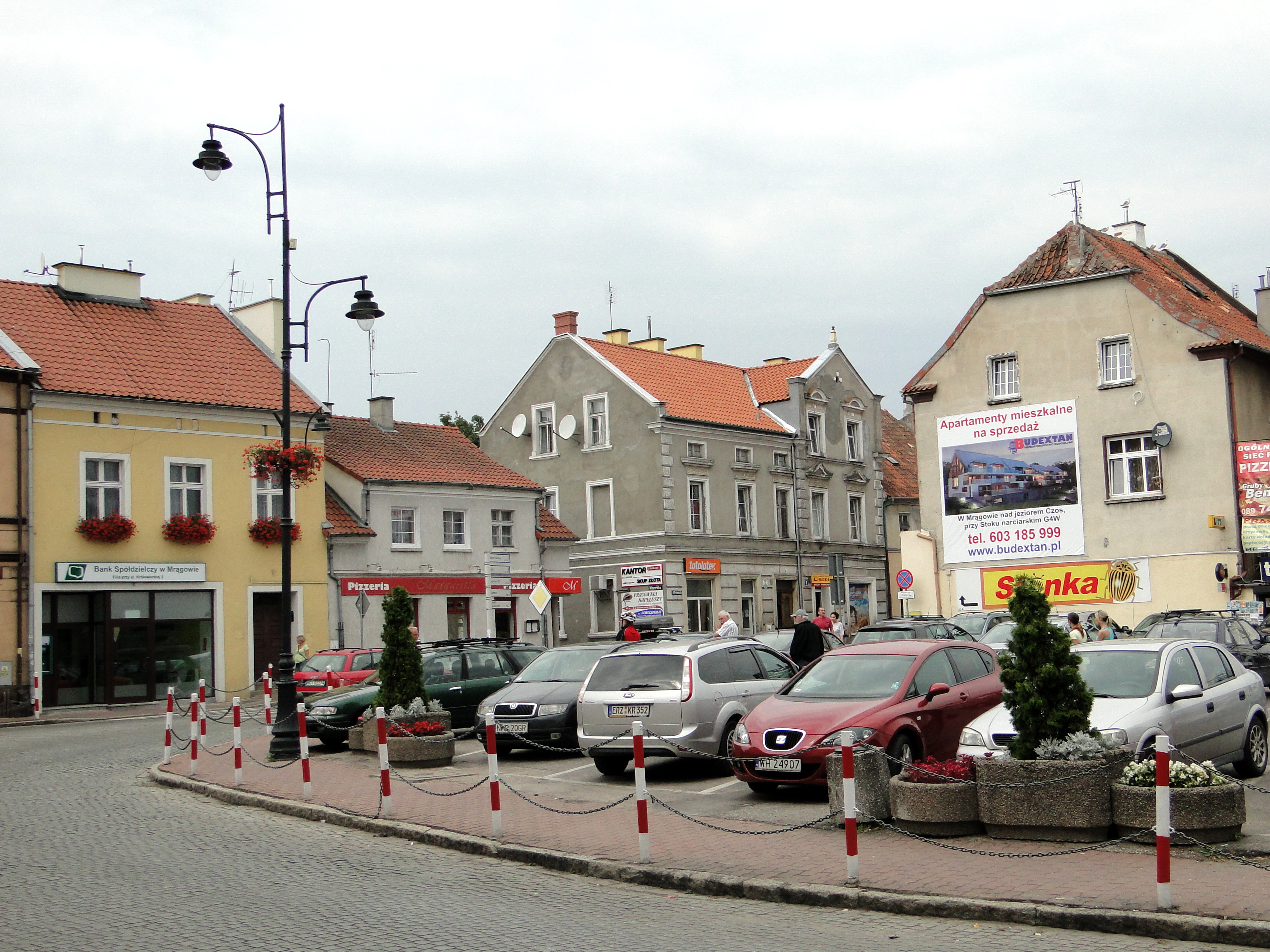
Skrzyżowanie ul. Królewieckiej i ul. Żeromskiego

Nadanie praw miejskich umożliwiło swobodny rozwój rzemiosła i osadnictwa, mimo wpływu blisko położonego Szestna. Władzę w mieście sprawował burmistrz i radą miejska złożona z sześciu rajców, wymienionych po raz pierwszy w dokumencie z 1444. Sądy miejskie sprawowała ława złożona z sześciu ławników. Przywilej lokacyjny przewidywał planową zabudowę miasta uwzględniającą wady położenia pomiędzy jeziorami, które uniemożliwiało budowę murów miejskich. W pobliżu Rynku (obecnie plac Michała Kajki) istniał od 1409 kościół parafialny, jego proboszczem w 1485 był ksiądz Stanisław, niewątpliwie Polak. W pobliżu miasta znajdowała się kaplica św. Jerzego należąca do braci zakonnych. W południowej części miasta istniał browar miejski, który czerpał wodę z jednej z czterech studni, przywilej warzenia piwa posiadały jedynie wybrane rodziny. W latach 1454–1466 podczas wojny trzynastoletniej Mrągowo zostało wielokrotnie ograbione i niszczone, w jej wyniku okoliczne ziemie zostały lennem Korony Królestwa Polskiego, pozostając pod administracją krzyżacką. w 1513 Albrecht Hohenzollern zezwolił na zmianę terminu wielkiego dorocznego jarmarku św. Marcina z 11 listopada na 6 grudnia, w związku z tym nowym patronem został św. Mikołaj.
Podczas wojny pruskiej 21 lipca 1520 miasto zostało zdobyte i spalone przez oddziały polsko-czeskie. 17 września 1527 przebywający w Mrągowie mistrz Albrecht Hohenzollern chcąc przyspieszyć odbudowę nadał przywilej cosobotnich „targów pod rozwiniętą chorągwią”. 24 czerwca 1698 wybuchł pożar, który strawił ponad 130 budynków, które stanowiły większą część zabudowy. Miasto odbudowano według nowego planu zakładającego szersze i prostsze ulice oraz budynki o jednakowej wysokości budowane według określonych zasad.

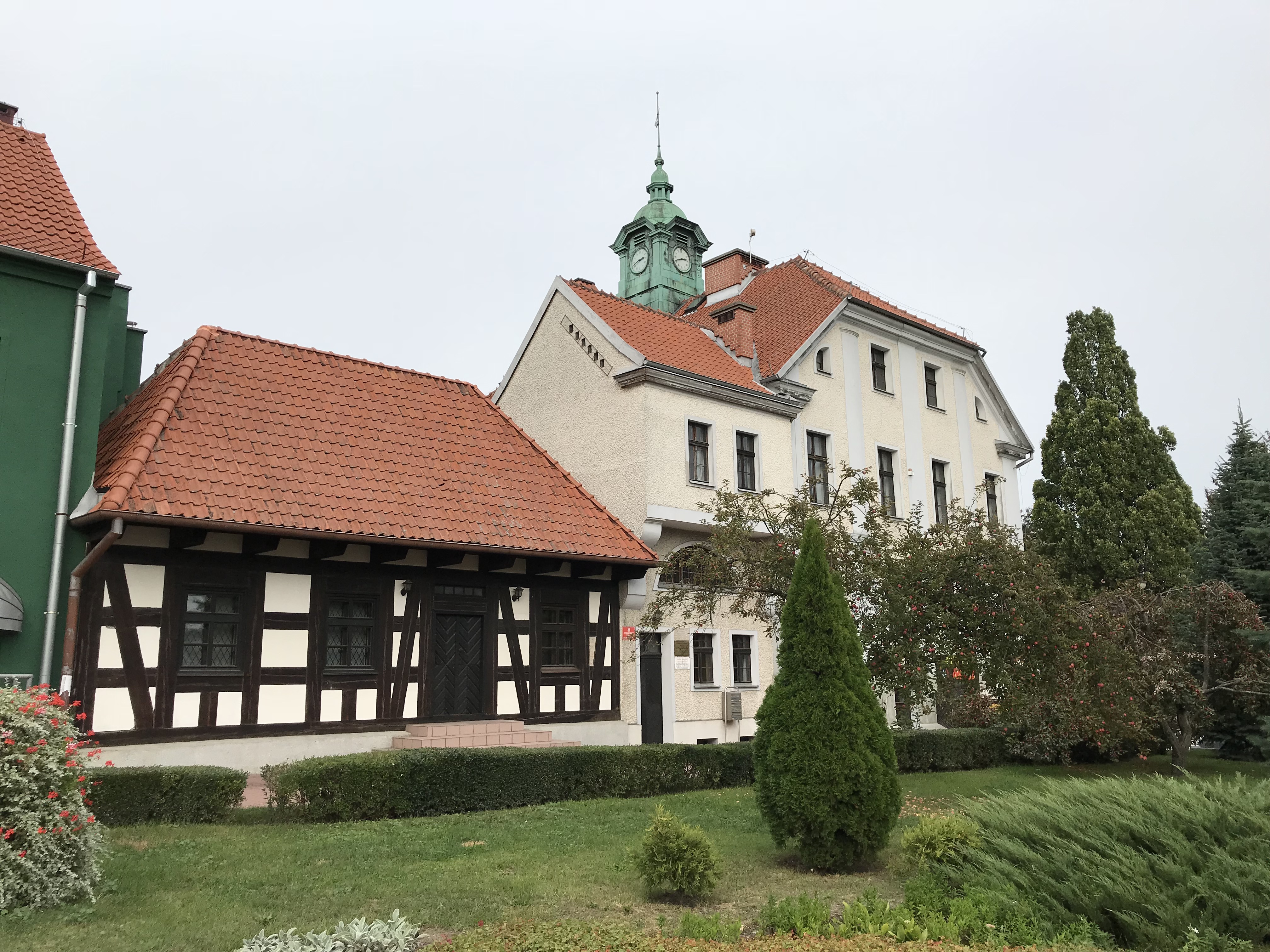
Strażnica i ratusz

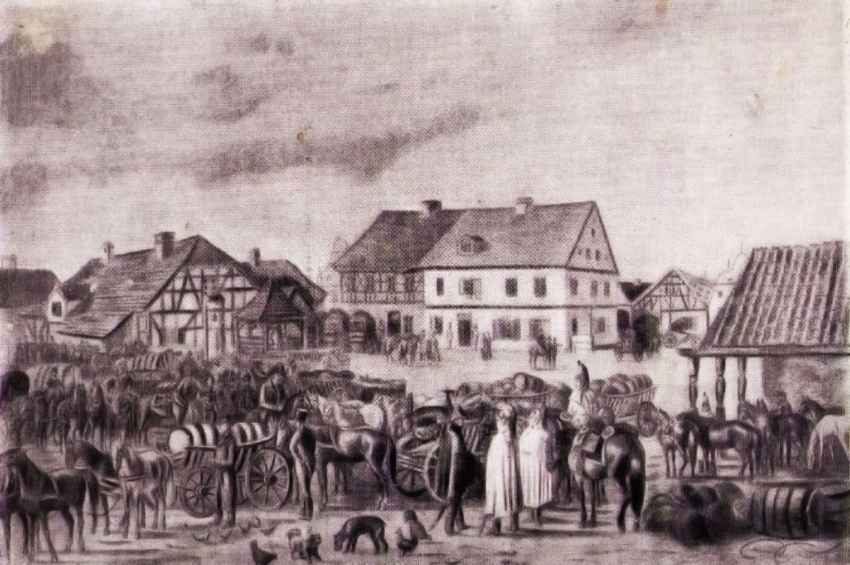
Oddziały włoskie na mrągowskim rynku w 1812 r.

W 1754 wybudowano nowy kościół, rozwijała się szkoła miejska podporządkowana miejscowemu proboszczowi. W latach 1719–1733 podczas wojen prowadzonych przez Prusy w mieście stacjonował 4 pułk kirasjerów, w 1740 3. pułk huzarów, a w latach 1746–1772 7. pułk huzarów. W latach 1770–1792 przebywał tu 9. pułk Bośniaków (budynek, w którym mieściła się ich strażnica istnieje do dziś przy pl. Michała Kajki). W 1786 zgodnie z edyktem cesarskim zaprzestano pochówków na cmentarzach przykościelnych, założono wówczas znajdujący się poza wałami cmentarz miejski. W tym czasie został zbudowany spichlerz przy ulicy Ogrodowej (dzisiejszej Roosevelta), tam też powstała dzielnica rzemieślnicza. W 1812 przez miasto przemaszerowały wojska Napoleona Bonaparte, które dokonały wielu zniszczeń i znacząco zubożyły okolicę. Dotychczas przeważająca część ludności polskiej zaczęła maleć w związku z usuwaniem języka polskiego ze szkół oraz nacisku miejscowej administracji niemieckiej. Mrągowo już od dłuższego czasu było przygotowane na siedzibę powiatu.
Od końca XIX wieku Mrągowo zaczęło mieć przewagę nad pobliskim Szestnem, ok. 1800 urzędnicy państwowi przenosili swoje kancelarie do Mrągowa. W 1830 połączono sąd miejski z sądem powiatowym w Szestnie. 1 września 1818 Mrągowo stało się siedzibą powiatu (landratu). Pierwszym starostą był kapitan w stanie spoczynku August Lyśniewski (1789-1866), starostwo mieściło się w jednym z budynków przy Rynku. W 1819 założono pierwszą aptekę aptekarza Graape (obecnie apteka „Pod Orłem”).
Rozwój miasta został przerwany przez wielki pożar, który wybuchł w nocy z 23 na 24 marca 1822, który zniszczył ponad połowę zabudowań. Dzięki pożyczkom zaciągniętym przez rzemieślników i władze miasta z banku w Królewcu rozpoczęto odbudowę i rozbudowę w kierunku północnym. 3 sierpnia 1825 został oddany do użytku nowy gmach ratusza do którego przeniosło się starostwo i sąd. W tym samym roku zbudowano również nową szkołę przy ulicy Kościelnej. W latach 30 XIX wieku w mieście kilka razy miała miejsce epidemia cholery, na którą w Mrągowie zmarło około 40 osób. W kolejnych latach do miasta napływała ludność żydowska oraz Filiponi z okolic Wojnowa i Olecka (wówczas Marggrabowa), zwiększała się również grupa mieszkańców wyznania katolickiego. W 1859 Justyna Timnik podarowała plac pod budowę nowej świątyni rzymskokatolickiej, rok później został wybudowany i poświęcony nowy kościół św. Wojciecha i Niepokalanego Poczęcia Najświętszej Maryi Panny. Ważnym wydarzeniem było otwarcie 1 maja 1887 kolei wąskotorowej łączącej stację Mrągowo Wąskotorowe z Kętrzynem, a rok później normalnotorowej linii kolejowej łączącej Mrągowo z Biskupcem i Rucianem przez Piecki. W 1889 powstała na północ od jeziora Czos gazownia miejska, gazu używano do oświetlania ulic oraz koszar, w których mieściła się szkoła policyjna.
W 1900 miasto posiadało sieć wodociągową i kanalizacyjną, w 1903 do użytku oddano nową szkołę oraz szpital. Zasłużony dla Mrągowa burmistrz Herman Jaenike przeprowadził estetyzację miasta, poza rozwojem urządzeń miejskich dbał o rozwój terenów zielonych. Na jego cześć wzgórze, na którym za jego rządów wybudowano wieżę widokową Bismarcka nazwano jego nazwiskiem. W 1905 las nad jeziorem Juno został przekształcony w park, wybudowano tam amfiteatr oraz wiele obiektów o charakterze rekreacyjnym (obecnie jest to Park im. Słowackiego). Jego teren oświetlano setkami kolorowych lampionów, teren przecinały ścieżki spacerowe, znajdowały się tam place zabaw, restauracje, a w latach 30. nawet sanatorium. Nad brzegiem jeziora Juno i w parku odbywały się różne imprezy sportowe, kulturalno-rozrywkowe itp. W latach 1912–1913 oddano do użytku gmach starostwa.

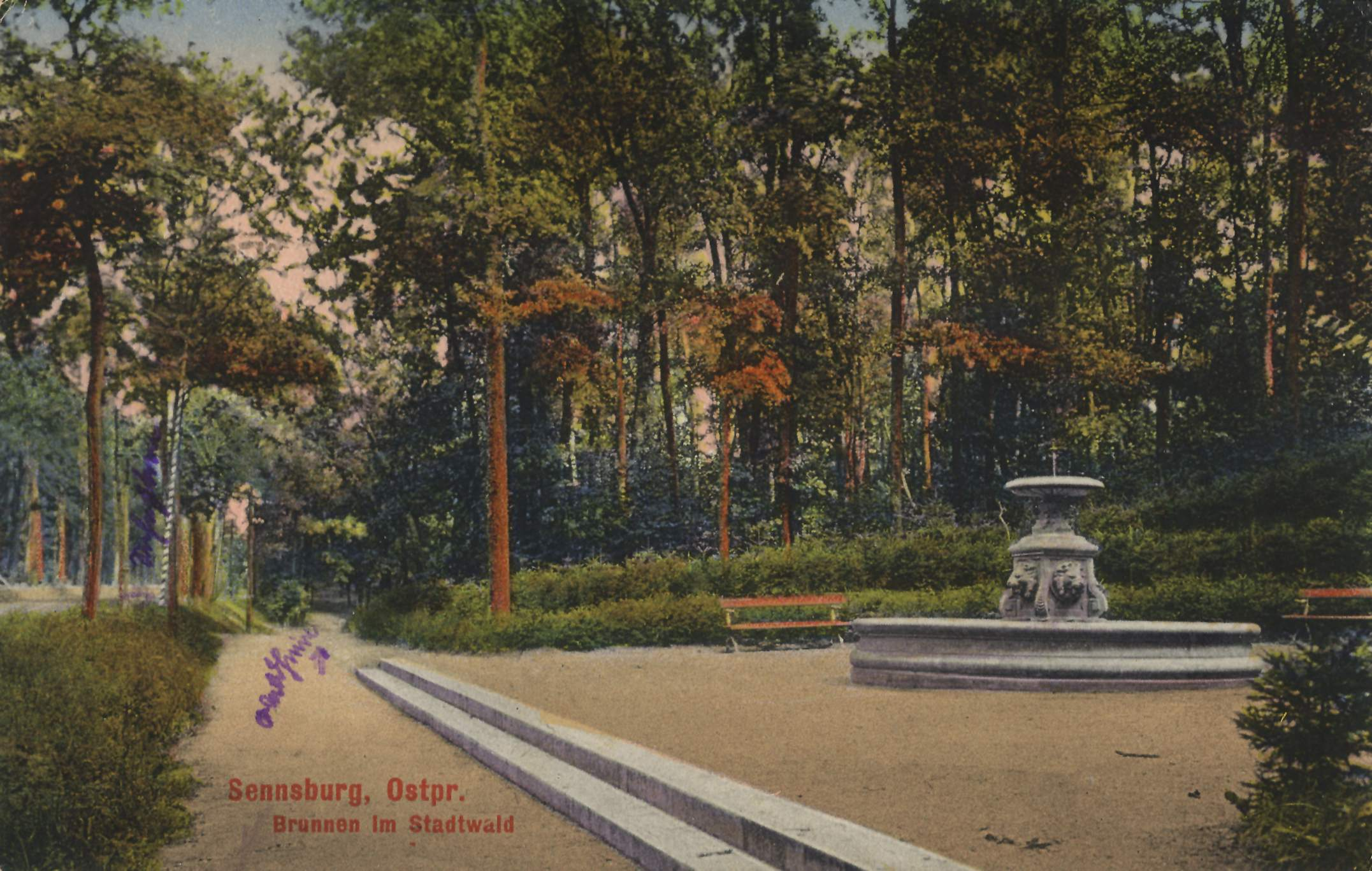
Park w mieście ok. 1918 r.

W czasie I wojny światowej koszary w Mrągowie zostały zajęte przez Rosjan. Po zakończeniu wojny miała miejsce w całych Niemczech próba rewolucji, w Mrągowie powstała Rada Żołnierska, a burmistrz Herman Jaenike i starosta Georg von Schwerin ustąpili ze stanowisk. Po kilku dniach do miasta przybyły posiłki wojska i zaprowadzono spokój. 11 listopada 1920 przeprowadzony został plebiscyt, który swoim obszarem objął również powiat mrągowski, który pozostał w granicach Niemiec. W latach 20. rozpoczęto budowę reprezentacyjnych gmachów szkół średnich, domów mieszkalnych oraz hoteli. Po dojściu do władzy hitlerowców rozpoczęły się prześladowania mniejszości narodowych, w 1938 zniszczony został kirkut, a Żydów objęły represje. Podczas II wojny światowej ludność polską poddano eksterminacji, znaczną część wywieziono do obozów koncentracyjnych. W szczególnie brutalny sposób został zabity działacz polski Julian Jaskółka. W mieście i okolicach znajdowały się obozy jeńców wojennych polskich, francuskich, włoskich i rosyjskich, których zmuszano do niewolniczej pracy w zakładach przemysłowych i w rolnictwie. 27 stycznia 1945 do miasta wkroczyła Armia Czerwona, zabudowa miasta była zniszczona w około 20%, głównie na Starym Mieście. W lipcu 1945 roku urząd burmistrza objął polski przymusowy wysiedleniec z Wileńszczyzny Feliks Guis, który wspólnie z pierwszym starostą Czesławem Krzewińskim przywracał miasto do życia. Miejsce ludności autochtonicznej, którą przesiedlano za Odrę, zaczęli zajmować Polacy z Kurpiowszczyzny, województw Centralnej Polski oraz wysiedleńcy z Kresów Wschodnich Polski. Obowiązującą od 1945 nazwę Ządźbork w 1947 Komisja Zmiany Nazw Miejscowości zmieniła na Mrągowo na cześć Krzysztofa Celestyna Mrongowiusza.
W latach 1954–1972 miasto nie należało, ale było siedzibą władz gromady Mrągowo. W latach 1975–1998 miasto administracyjnie należało do województwa olsztyńskiego.

### Symbole Miasta

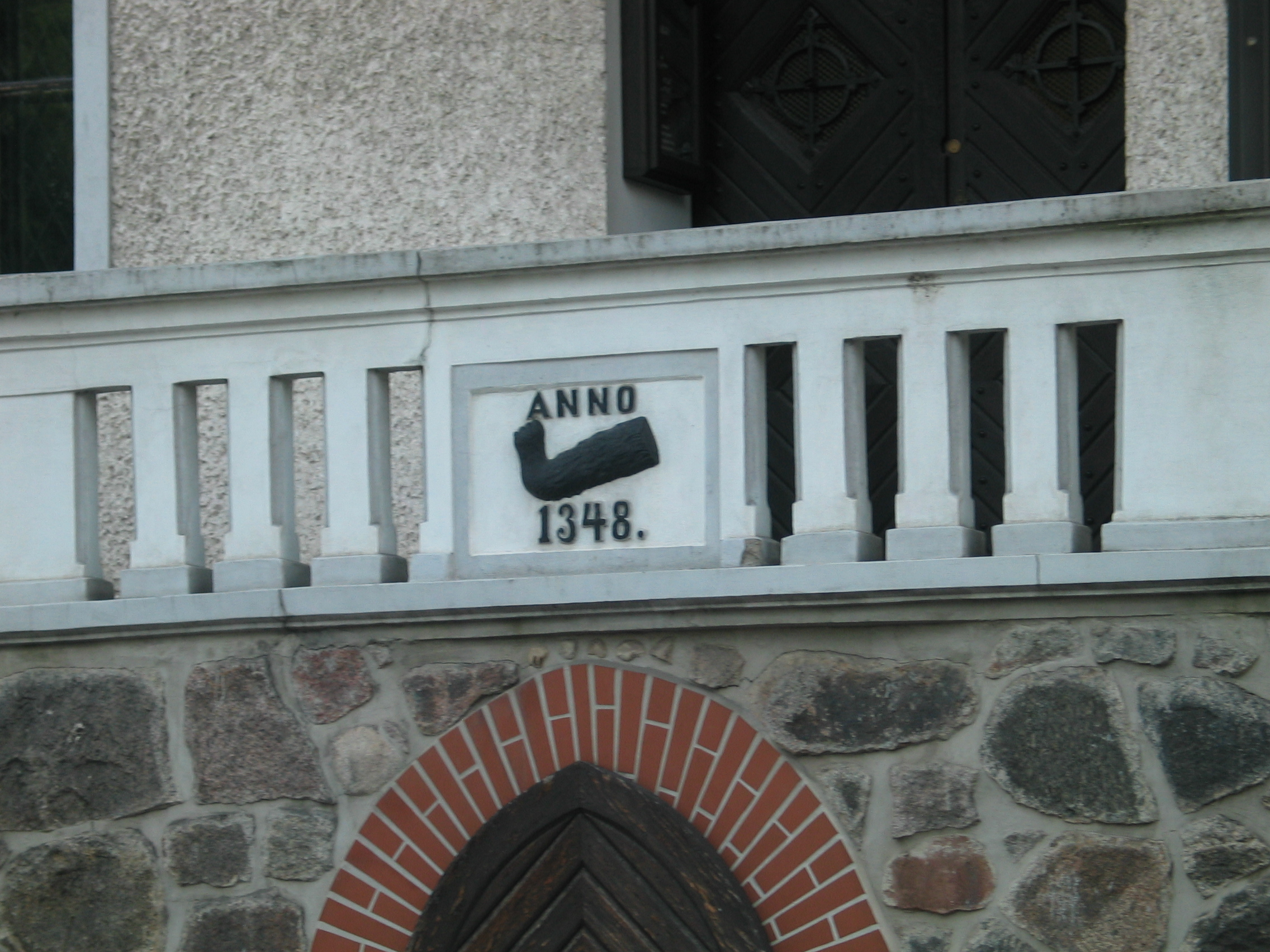
Herb miasta na gmachu Ratusza

- Herb – przedstawia czarną lewą przednią łapę niedźwiedzia na białym lub srebrnym tle. Miasto używa takiego herbu przypuszczalnie od połowy XVI wieku. Widnieje on na kilku pieczęciach miejskich z 1589, 1736, 1837 r. Z herbem wiąże się pewna legenda.
- Flaga – złożona z trzech pasów – dwóch błękitnych, po lewej i prawej stronie, natomiast w środku znajduje się szeroki, biały pas, w którego głównej części jest herb miasta.
- Hymn (mniej znany) – skomponowany przez Włodzimierza Korcza. Słowa do niego napisała Otolia Sieminiec, dawny burmistrz Miasta Mrągowo[12].

### Nazwa miasta
Wokół pochodzenia pierwotnej nazwy miasta krąży wiele legend i wiążących się z nimi hipotez. Niemiecka nazwa Sensburg lub Segensburg przyjęła się podczas lokacji miasta. Ludność polska napływająca w okolice Mrągowa, głównie z Mazowsza, używała zwykle spolszczonej nazwy: Ządźbork lub Ządzbork. Nazw tych używano zamiennie aż do 1947. Obecna nazwa została w administracyjnie zatwierdzona 7 maja 1946 zarządzeniem Ministrów: Administracji Publicznej i Ziem Odzyskanych, do chwili nadania miastu nazwy Mrągowo dla uczczenia pamięci jednego z najwybitniejszych obrońców języka oraz polskości na Warmii i Mazurach – Krzysztofa Celestyna Mrongowiusza, który jednak z samym miastem nie miał nic wspólnego.
Wszystkie hipotezy dotyczące źródłosłowu dawnej nazwy wiążą się z pierwszym członem Sens. Drugi człon – burg – miało w swojej nazwie wiele miast wschodniopruskich, np. Johannisburg – Pisz, i wyjaśnienie go nie sprawia wielkich trudności etymologicznych, gdyż Burg oznacza – zamek, gród, miasto. Pierwszy zaś człon jest źródłem różnych legend oraz wielu hipotez naukowych, które starają się uzasadnić znaczenie i pochodzenie całej nazwy. Podstawą tych spekulacji były nazwy Mrągowa użyte w zapisach kronikarskich i dokumentach, jak np.: Seinszburg (1348), Seynsburg (1442), Seynsborg i Sensburgk (1444), Seesburck (1527), Seenssburg (K. Henneberger) oraz Seegensburg (M. Toeppen). Opierając się na pierwszym członie przytoczonych w źródłach nazw, przyjmowano utworzenie nazwy miasta od kosy (Sense), którą – jak mówi legenda – odcięto niedźwiedziowi łapę podczas polowania, od czynszu (Zins), pobieranego z pobliskich okolic przez urzędników podatkowych, jezior (Seen), jakie wokół otaczały Mrągowo. Inna hipoteza nawiązywała do rzeki Sajny (Says, Saynfhis, Zaim, Zayenfuluss), której nazwa prawdopodobnie pochodzi z czasów sprzed lokacji Mrągowa, a jej źródłosłów zaczerpnięto z języka staropruskiego lub litewskiego. Wreszcie można snuć też domysły, że rdzeń nazwy Sensburg pochodzi od nazwiska komtura Bałgi Johanna von Sayna, nadawcy praw miejskich podczas pierwotnej lokacji Mrągowa na początku XV wieku. Żadnej z powyższych wersji nigdy nie uznano za oficjalną.

## Wojsko w Mrągowie
XVIII wiek
- 1719-1736 – 4 Pułk Kirasjerów;
- 1740 – 3 Pułk Huzarów;
- 1746-1772 – 7 Pułk Huzarów;
- 1770-1792 – 9 Pułk Bośniaków;

XIX\XX wiek

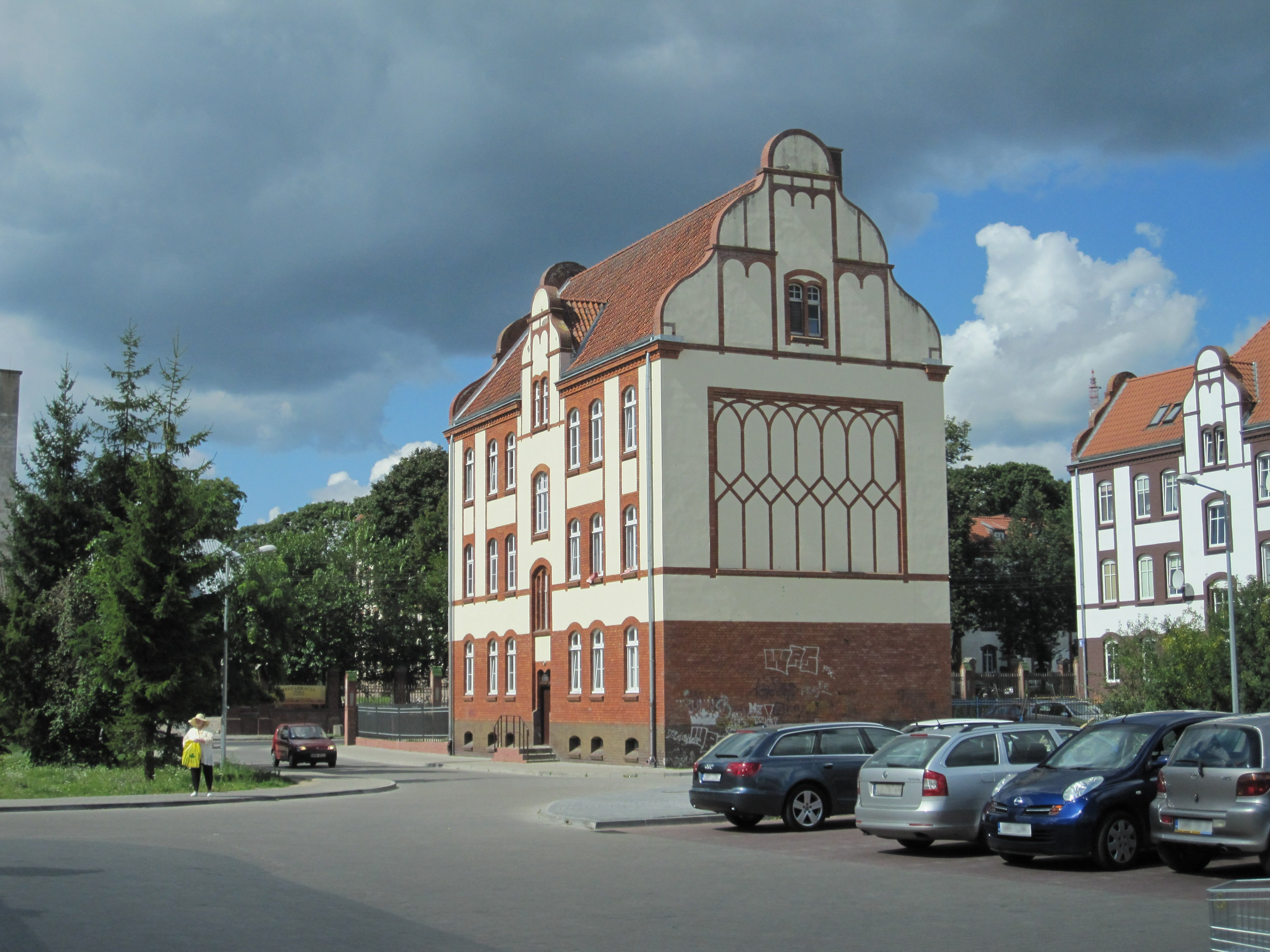
Zespół dawnych koszar piechoty (26 budynków, ul. Wojska Polskiego)

- 1899-1908 – 1 i 2 Batalion Piechoty Regimentu Mazurskiego;
- 1905-1914 – 6 Batalion Karabinów Maszynowych;
- 1909 – 1 i 3 Batalion Piechoty Regimentu Warmińskiego;
- 25 sierpnia 1914 – 29 sierpnia 1918 – 4 Pułk Ułanów i 4 Pułk huzarów-Armii Rosyjskiej;
- 1946-1954 – 54 Pułk Piechoty Wojska Polskiego;
- 1955-2002 – 9 Ośrodek Szkolenia Specjalistów Łączności.

Wojskowy Ośrodek Szkoleniowo Kondycyjny
Aktualnie
- 2002–do dzisiaj – budynki sprzedano lub przeszły na własność miasta.

## Architektura

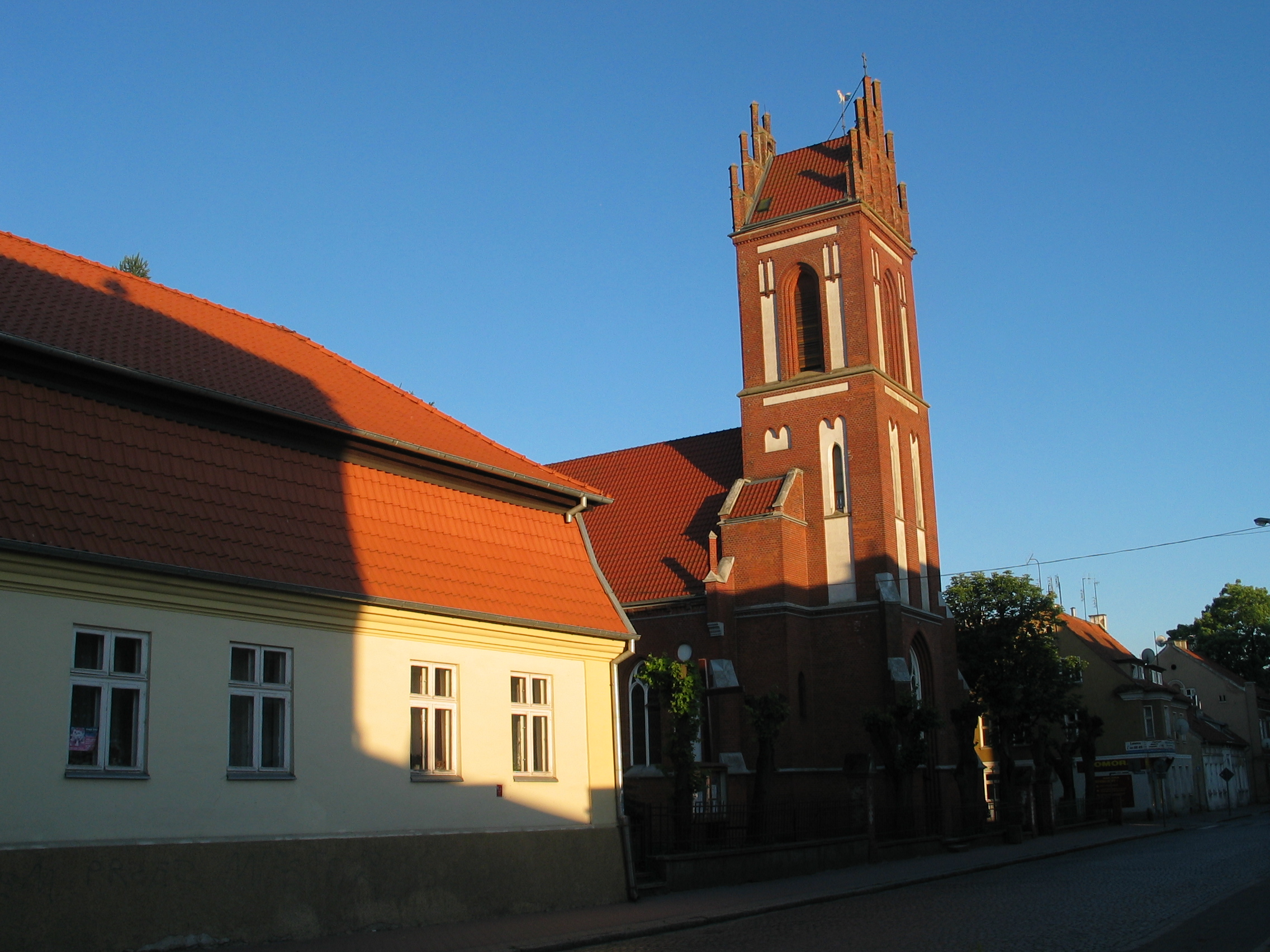
Kościół pw. św. Wojciecha wraz z plebanią, ul Królewiecka 32

### Zabytki

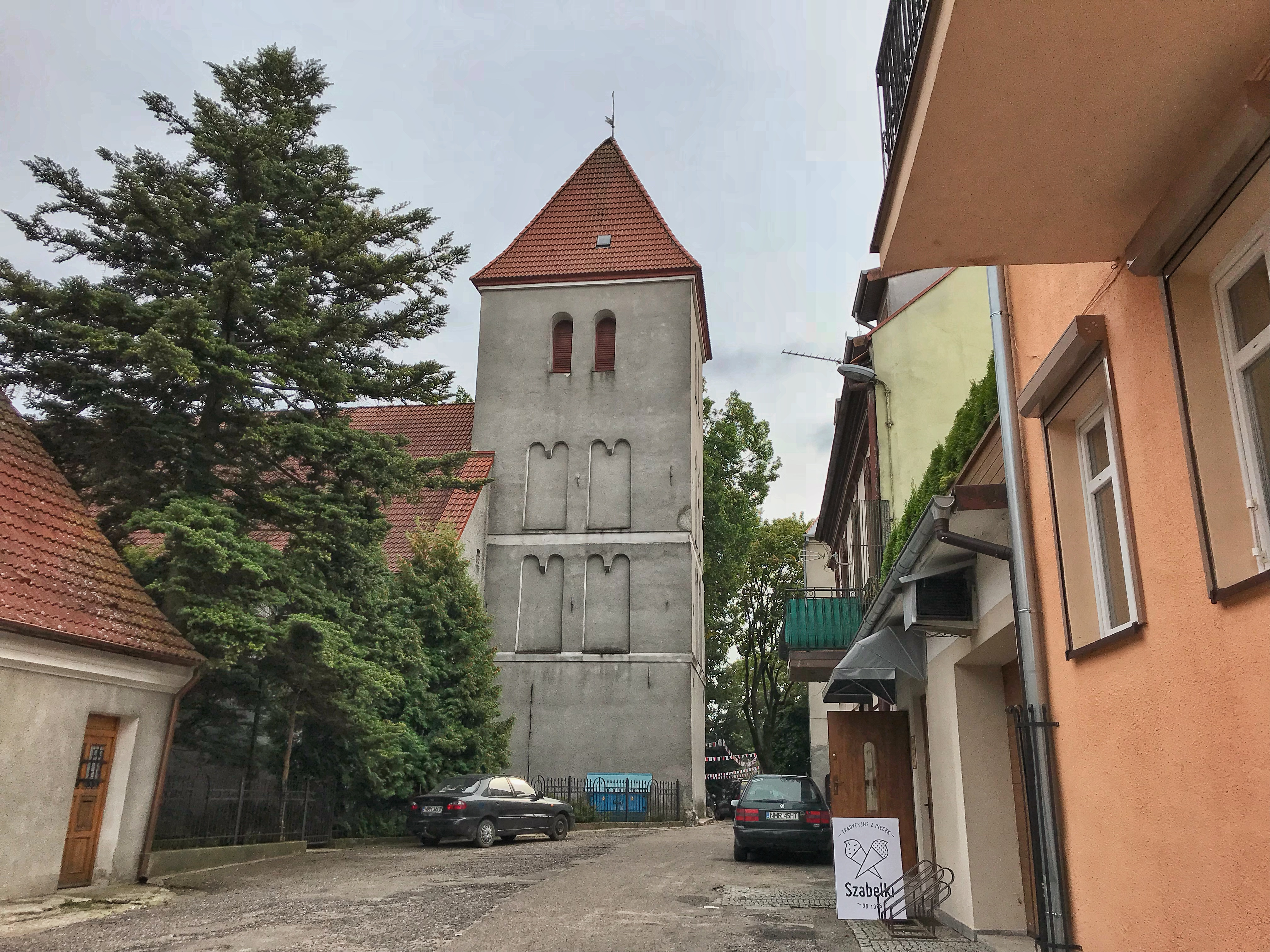
Kościół ewangelicko-augsburski, ul. Kościelna 2

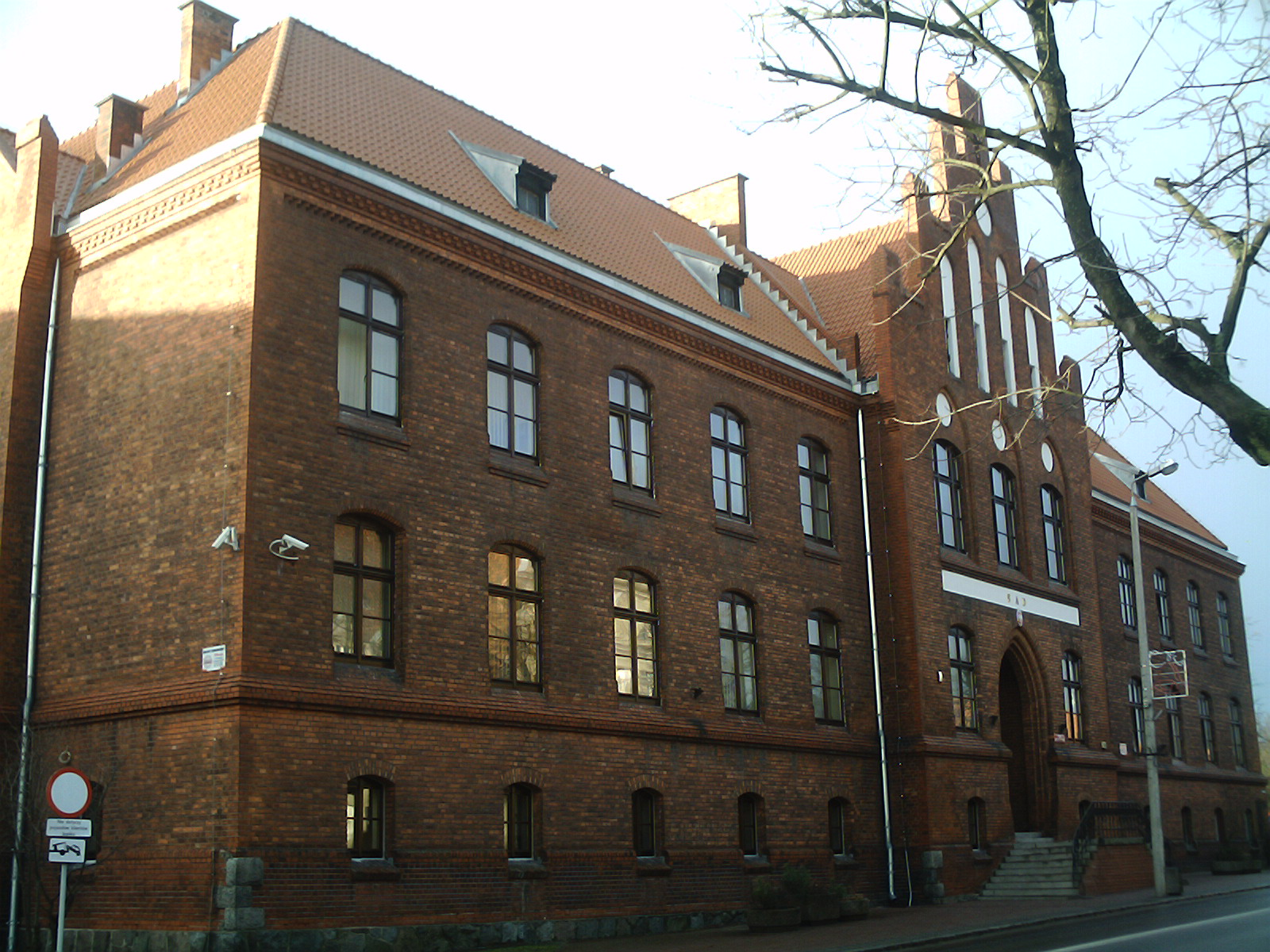
Budynek sądu, ul. Królewiecka 55

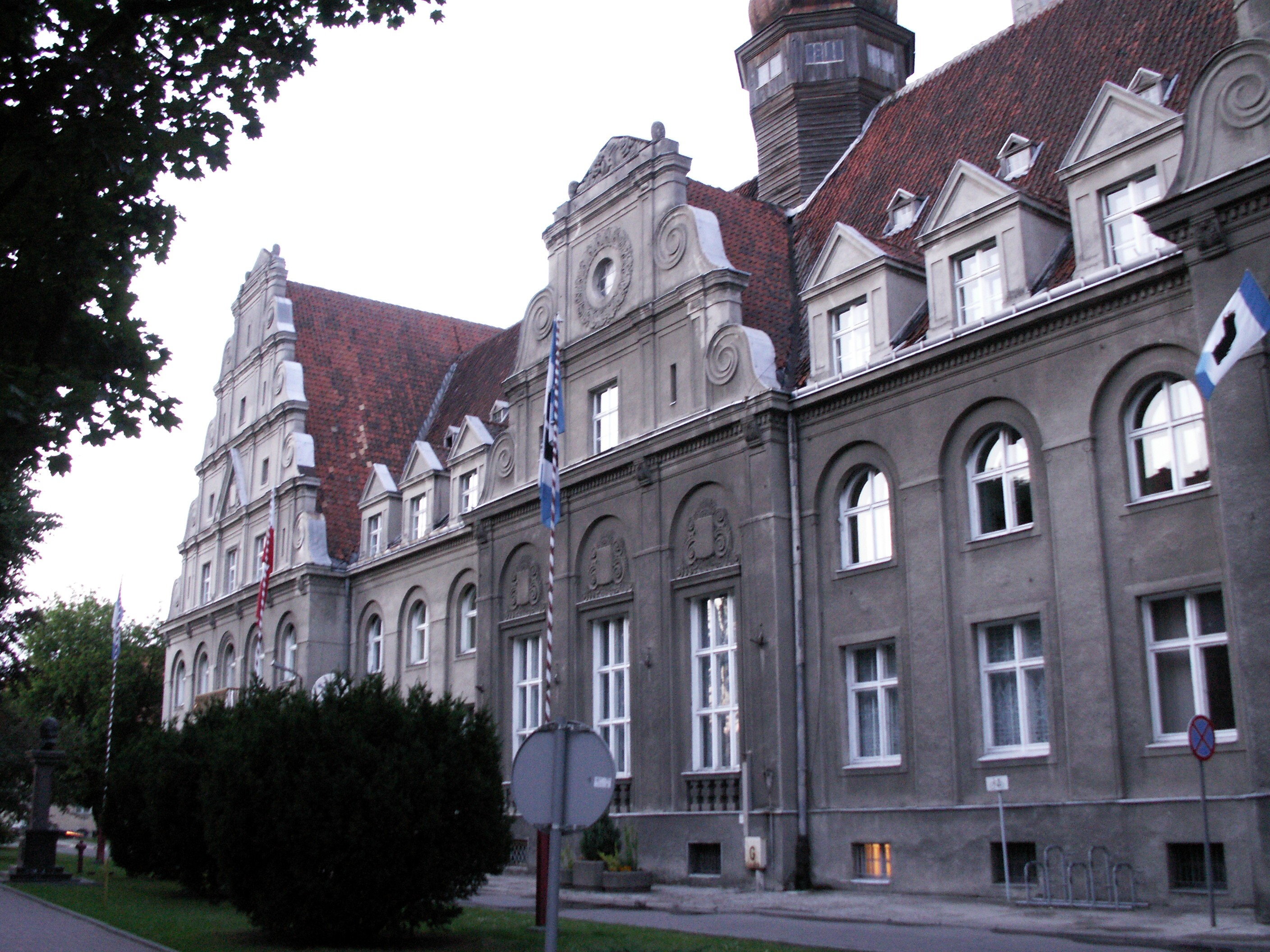
Gmach starostwa, dawny Kreishaus, ul. Królewiecka 60 A

Lista zabytków wpisanych do rejestru zabytków nieruchomych:
- założenie urbanistyczne starego miasta, XV-XVIII/XIX, nr rej.: 581 z 20.09.1960
- kościół parafialny pw. św. Wojciecha, ul. Królewiecka 32, 1892–1896, nr rej.: 1659 z 1.02.1991
- plebania, ul. Królewiecka 32, k. XIX, nr rej.: 1661 z 1.02.1991
- kościół ewangelicko-augsburski, ul. Kościelna 2, 1734, nr rej.: 896 z 6.08.1968
- dawna synagoga, ob. cerkiew prawosławna pw. Przemienienia Pańskiego, ul. Roosevelta 3, 1895-96, nr rej.: 1567 z 14.03.1996
- cmentarz ewangelicko-augsburski (I), ul. Brzozowa, nr rej.: 3639 z 5.03.1986
- cmentarz ewangelicko-augsburski (II), ul. Brzozowa, nr rej.: 3640 z 5.03.1986
- cmentarz ewangelicko-augsburski, przy drodze leśnej do jez. Czarne,nr rej.: 3636 z 10.03.1986
- ratusz, Ratuszowa 5, 1824, 1908, nr rej.: 897 z 6.08.1968
- wieża widokowa, w parku, 1898, nr rej.: 1665 z 2.10.1990
- szkoła, ul. Bohaterów Warszawy 4, 1900, nr rej.: A-2249 z 11.04.2006
- dom, pl. Kajki 6, pocz. XX, nr rej.: 1677 z 30.10.1991
- dom, ul. Kościuszki 2, 1908, nr rej.: 4239 z 10.11.1992
- dom, ul. Królewiecka 1, 2 poł. XIX, nr rej.: 1370 z 20.02.1992
- dom, ul. Królewiecka 4, poł. XIX, nr rej.: 4306 z 15.11.1993
- dom, ul. Królewiecka 7, 2 poł. XIX, nr rej.: 1667 z 1.02.1991
- dom, ul. Królewiecka 16, 2 poł. XIX, nr rej.: 1668 z 1.02.1991
- dom, ul. Królewiecka 18, 2 poł. XIX, nr rej.: 1669 z 1.02.1991
- dom, ul. Królewiecka 23, 1912, nr rej.: 1670 z 1.02.1991
- dom, ul. Królewiecka 25, 1909, nr rej.: 1671 z 1.02.1991
- dom, ul. Królewiecka 26, 2 poł. XIX, nr rej.: 1672 z 1.02.1991
- kamienica, ul. Królewiecka 41, 1910, nr rej.: A-2230 z 8.03.2006
- dom, ul. Królewiecka 49, 1902, nr rej.: 1674 z 1.02.1991
- sąd rejonowy, ul. Królewiecka 55, 1898, nr rej.: A-4514 z 23.10.2008
- starostwo, ul. Królewiecka 60 A, 1912-13, nr rej.: A- 4513 z 23.10.2008
- dom, ul. Mrongowiusza 29a, 1906–1907, nr rej.: 1679 z 3.12.1993
- dom, ul. Na Ostrowiu 6, po 1930, nr rej.: 4146 z 12.08.1990
- dom, ul. Ratuszowa 7, 2 poł. XIX, nr rej.: 4214 z 11.05.1992
- dom, ul. Ratuszowa 9, poł. XIX, 1 poł. XX, nr rej.: 4327 z 26.08.1994
- dom, ul. Roosevelta 7, poł. XIX, 1912, nr rej.: 4276 z 25.08.1993
- dom, ul. Roosevelta 20, 1918, nr rej.: 1683 z 1.02.1991
- dom, ob. szkoła muzyczna, ul. Roosevelta 29, k. XIX, nr rej.: A-4558 z 15.10.2010
- dom, ul. Warszawska 4, 2 poł. XIX, nr rej.: 1687 z 1.02.1991
- dom, ul. Warszawska 8, 1920, nr rej.: 1688 z 1.02.1991
- dom, ul. Warszawska 10, 1915, nr rej.: 1690 z 1.02.1991
- dom, ul. Warszawska 13, poł. XIX, 1920, nr rej.: 4319 z 1.03.1994
- dom, ul. Warszawska 22, 1880, 1932, nr rej.: 4298 z 2.11.1993
- budynek szkoły pielęgniarek, ob. biura, ul. Warszawska 53, pocz. XX, nr rej.: A-2285 z 18.09.2006
- zespół koszar piechoty (26 budynków), ul. Wojska Polskiego, k. XIX, nr rej.: A-4372 z 27.11.2006
- dom, ul. Żeromskiego 3, k. XIX, nr rej.: 1697 z 1.02.1991
- dom, ul. Żeromskiego 7, pocz. XX, nr rej.: 1698 z 1.02.1991
- zespół Gazowni Miejskiej, ul. Wolności 4, 1905-30, nr rej.:A-2210 z 13.12.2005:

– budynek produkcyjny
– odsiarczalnia
– kuźnia
– budynek adm.-mieszk.
– budynek gosp.
– portiernia
- spichlerz, ul. Roosevelta 1, XIX, nr rej.: 898 z 6.08.1968
- młyn, ul. Roosevelta 23, k. XIX, nr rej.: 1666 z 30.10.1991

Wybrane mrągowskie kamienice:
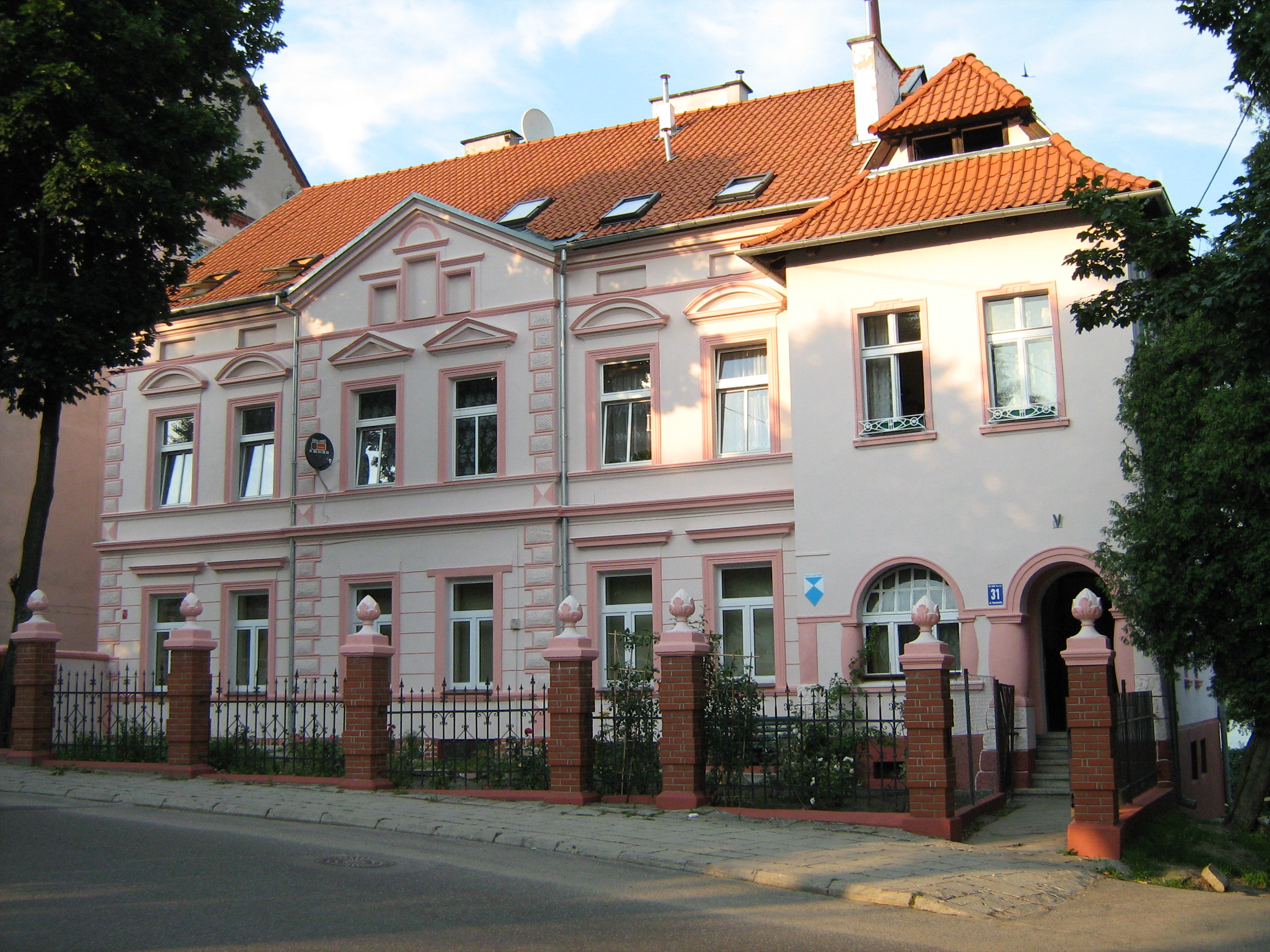
ul. F. D. Roosevelta 31
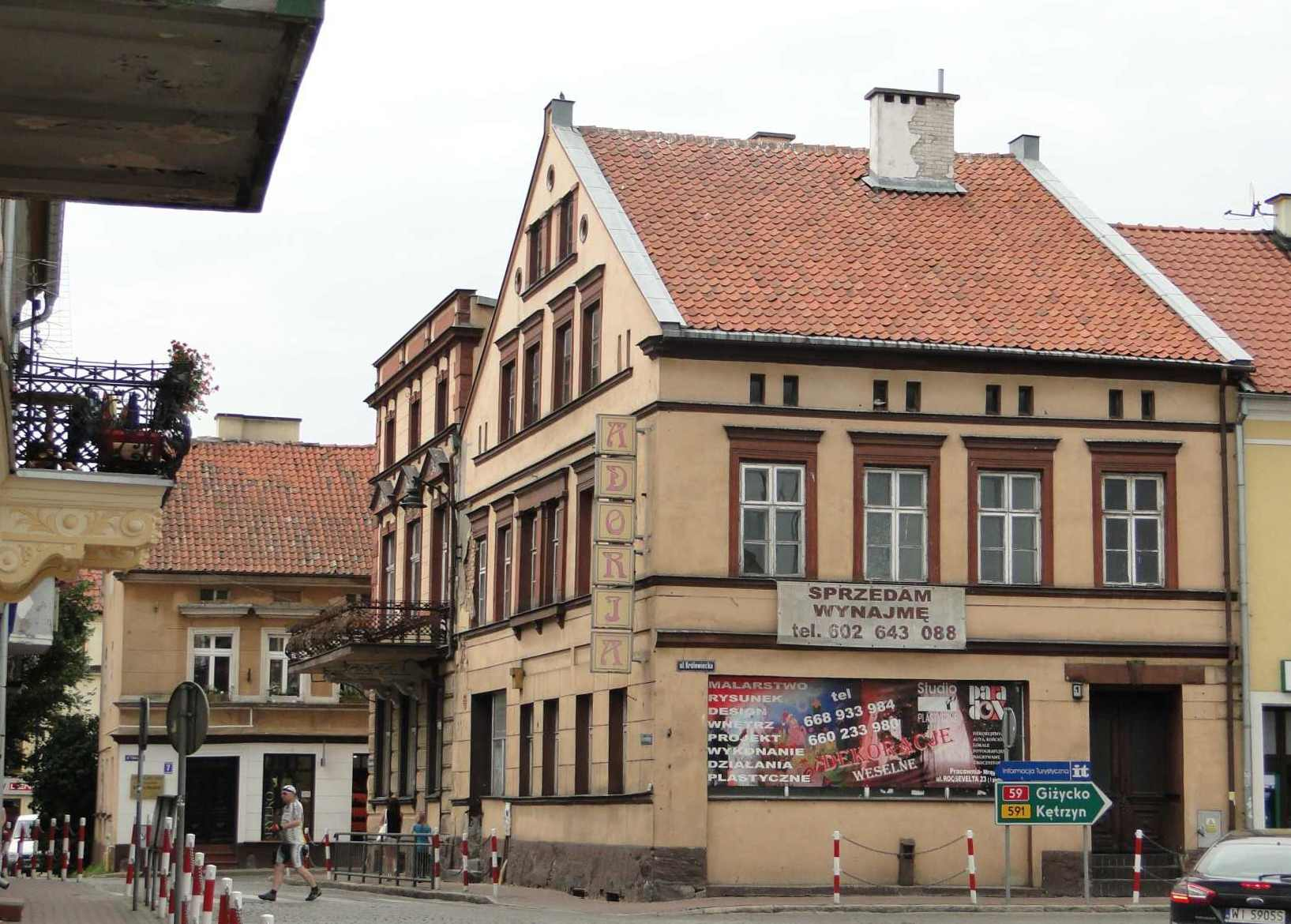
ul. Królewiecka 1
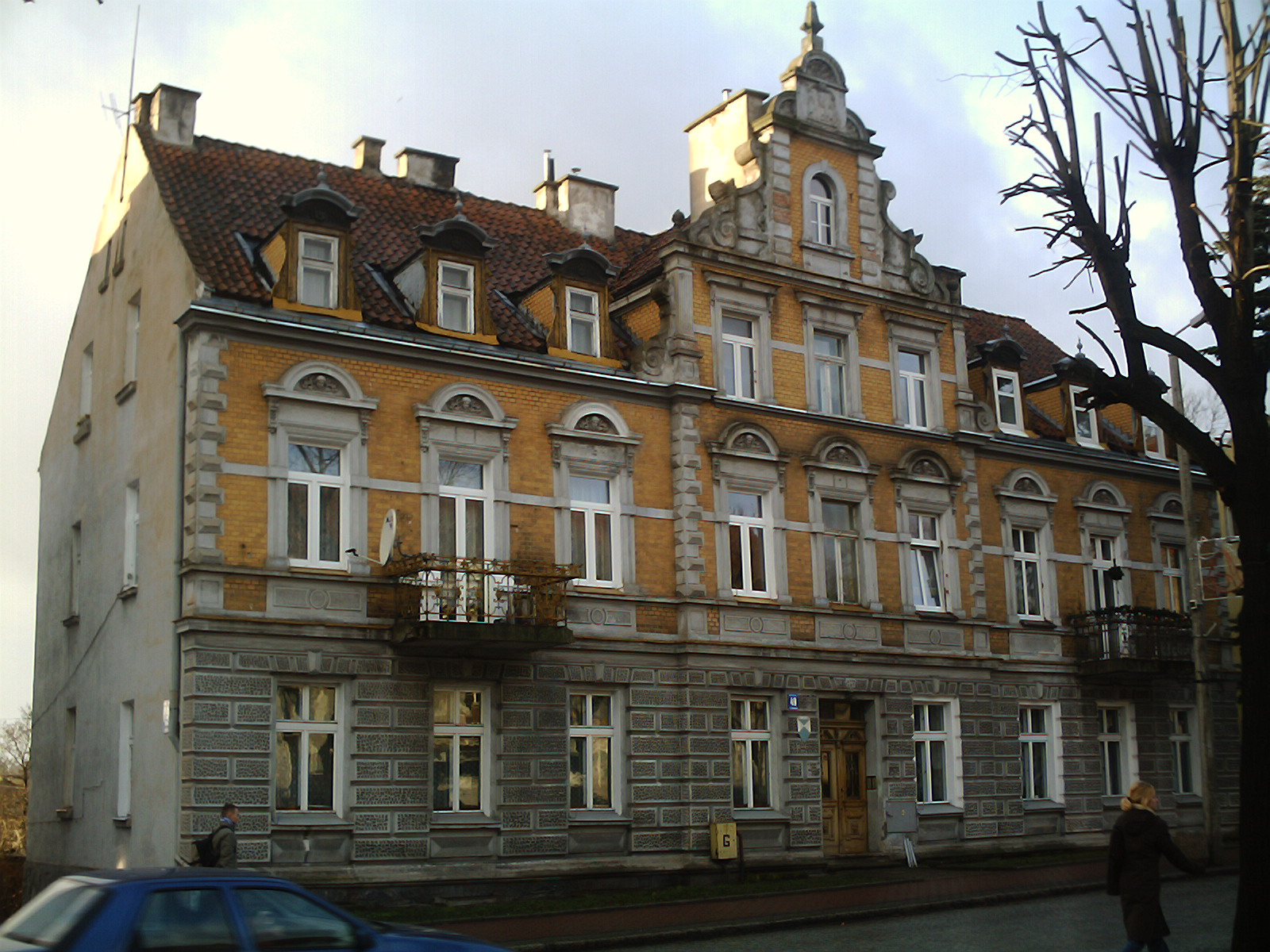
ul. Królewiecka 49
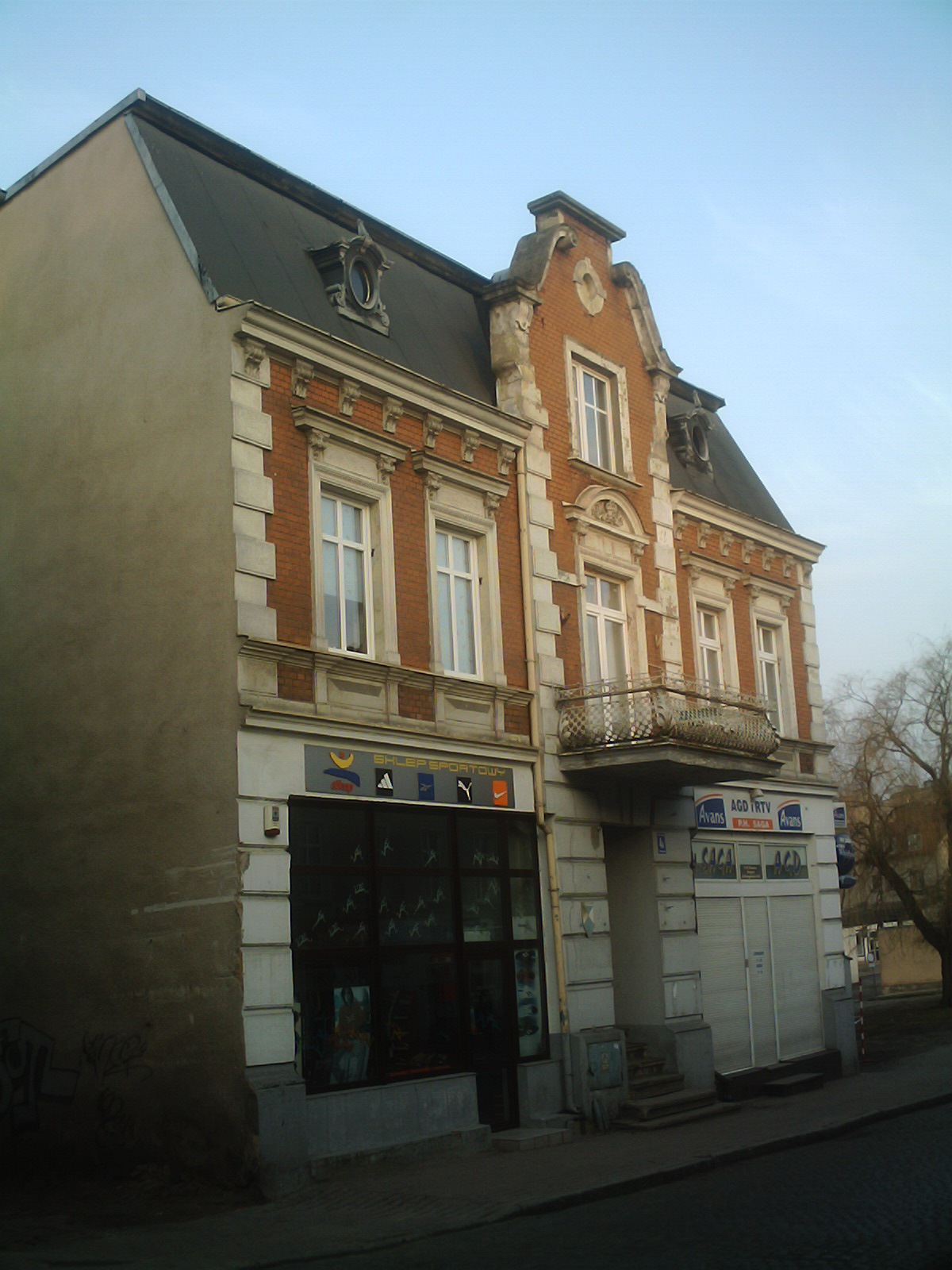
ul. Warszawska 4
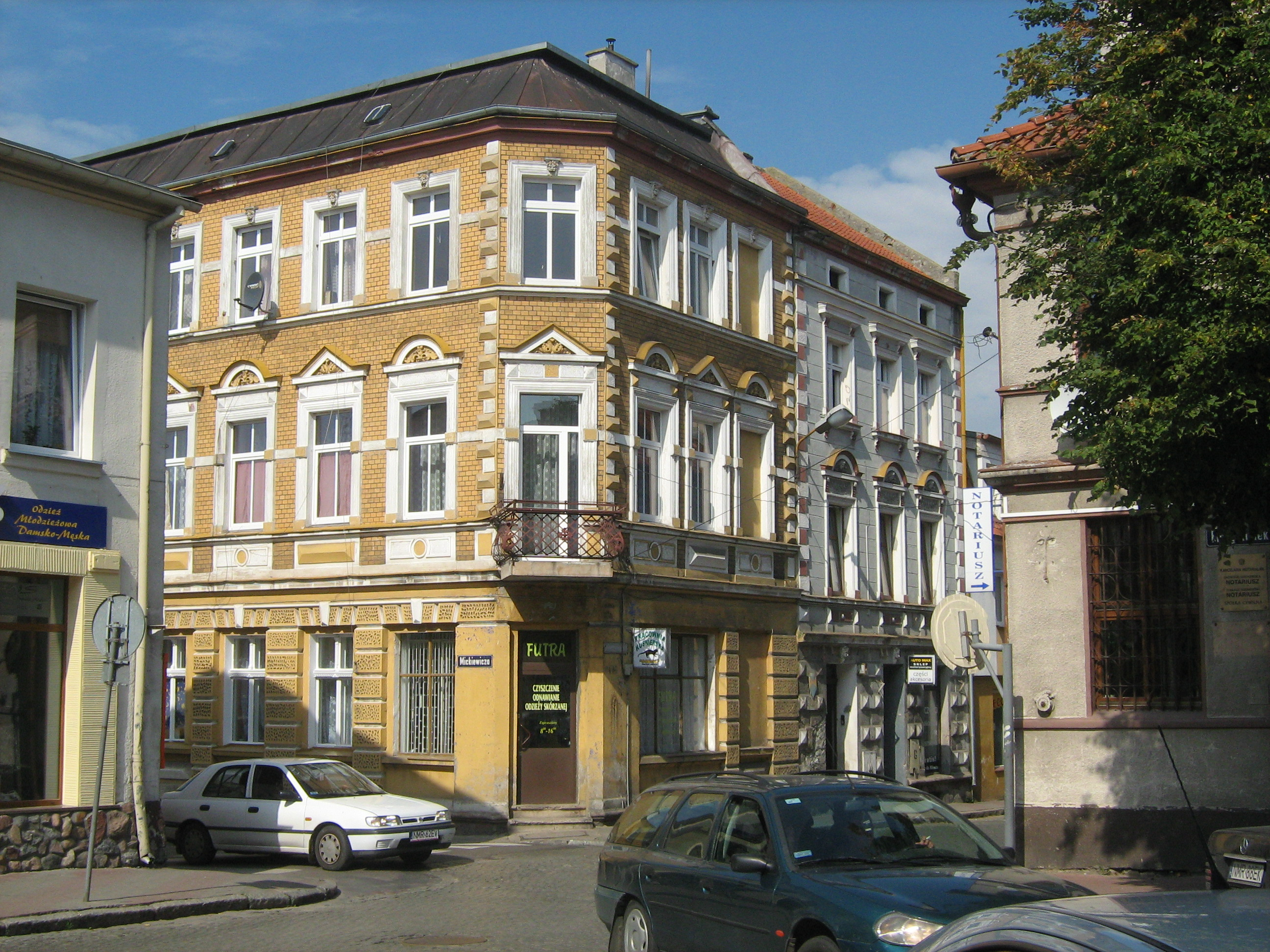
ul. Mickiewicza 2
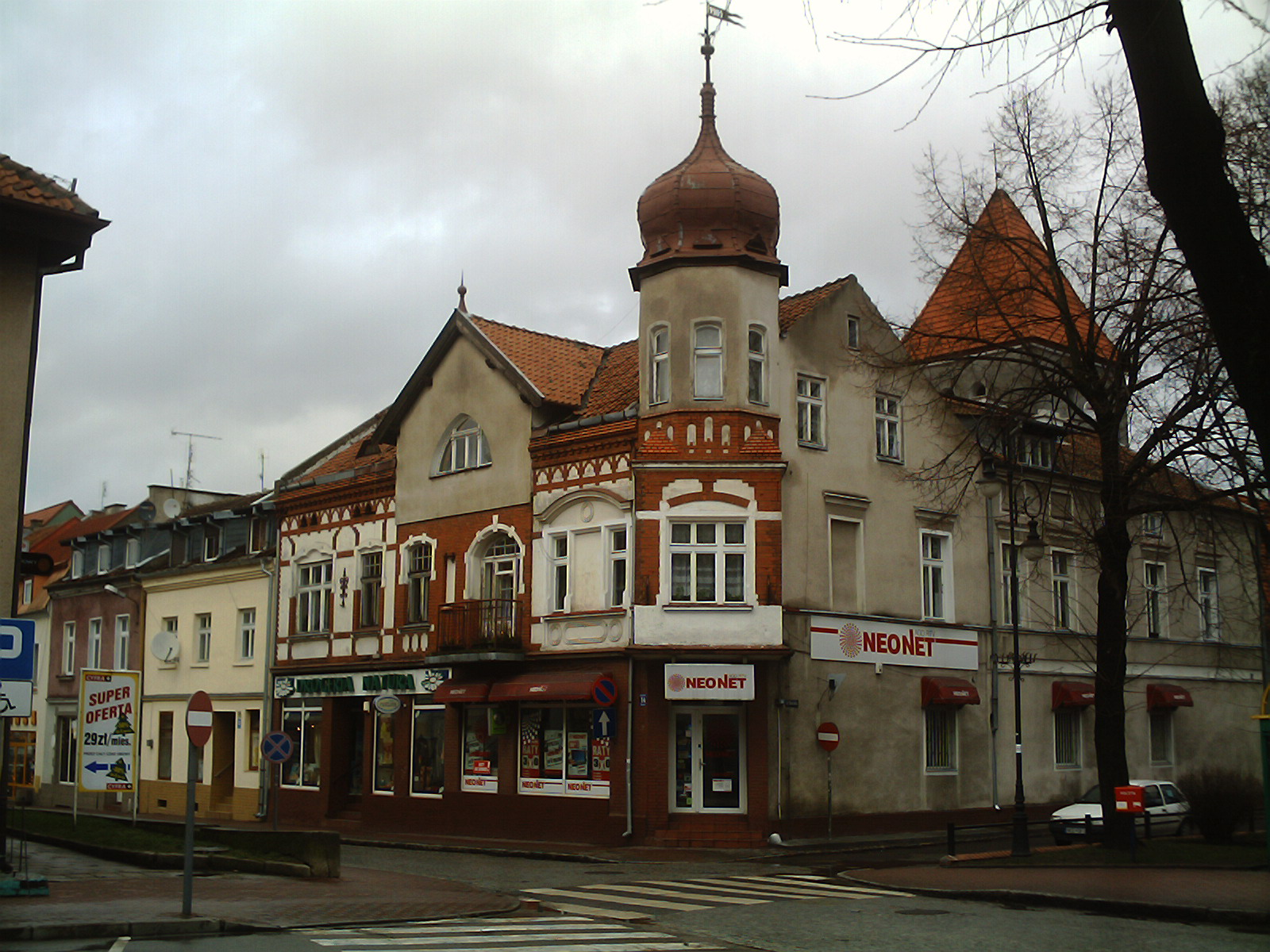
ul. Ratuszowa 14 (dom rabina)

### Pomniki

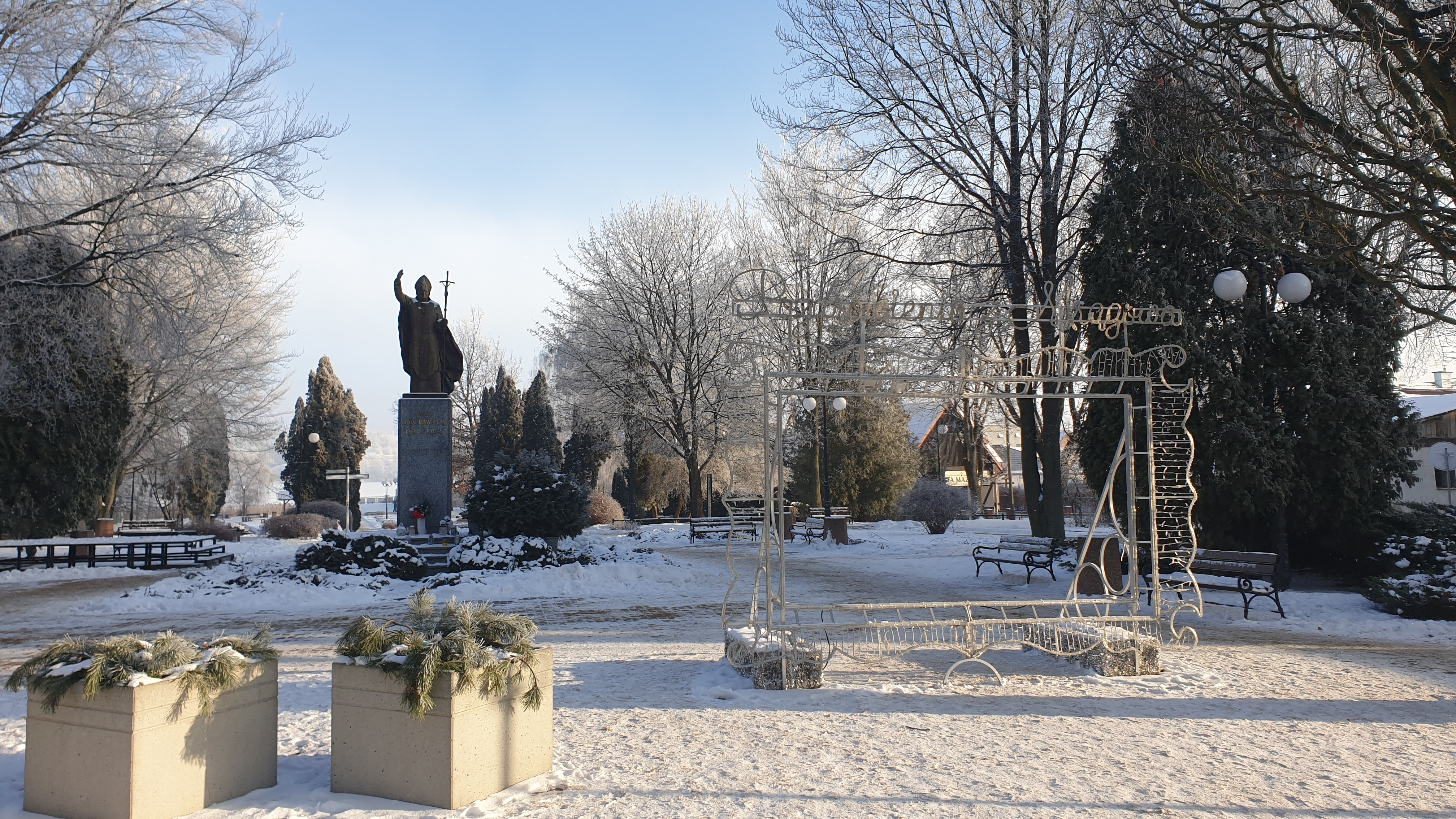
Deptak i pomnik św. Jana Pawła II

- Pomnik M. Kopernika – odsłonięty w 1973 r. z okazji 500. rocznicy urodzin uczonego, mieści się na placu Wyzwolenia. Autorem projektu głowy Kopernika jest artysta rzeźbiarz Bolesław Marschall, obecnie kustosz zamku w Reszlu. W Mrągowie istnieją jeszcze trzy inne pomniki tej osobistości:
  - Przy Szkole Podstawowej nr 1 (budynek SPA) przy ul. Bohaterów Warszawy
  - Przy Szkole Podstawowej nr 1 (budynek SPB) przy ulicy Kopernika 2A (dawna SP nr 2)
  - Przy Szkole Podstawowej nr 1 (budynek SPC) przy ulicy Kopernika 2C (dawne Gimnazjum)
- Pomnik Papieża Jana Pawła II (skwer Jana Pawła II)
- Pomnik patrona miasta – Mrongowiusza (ulica Królewiecka)
- Pomnik XXXV-lecia PRL (plac marszałka Józefa Piłsudskiego)
- Obelisk upamiętniający polskich i niemieckich lotników (przy Panoramicu-Oscar na Jaszczurczej Górze)
- Pomnik Mrągowskiej Syrenki na Placu PCK[15]
- Pomnik Pamięci Obrońców Suwerenności i Niepodległości RP

### Atrakcje turystyczne

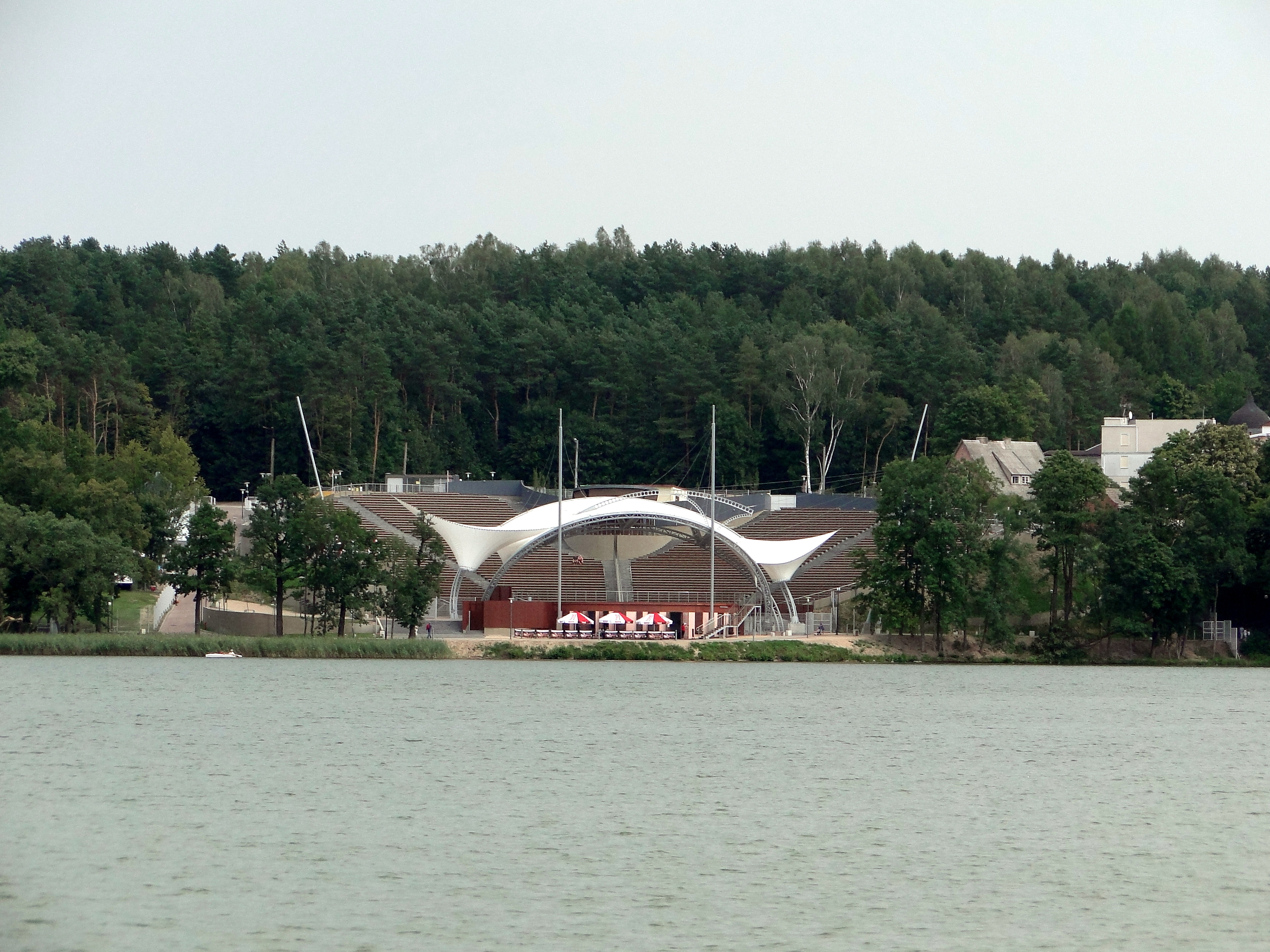
Amfiteatr nad jeziorem Czos

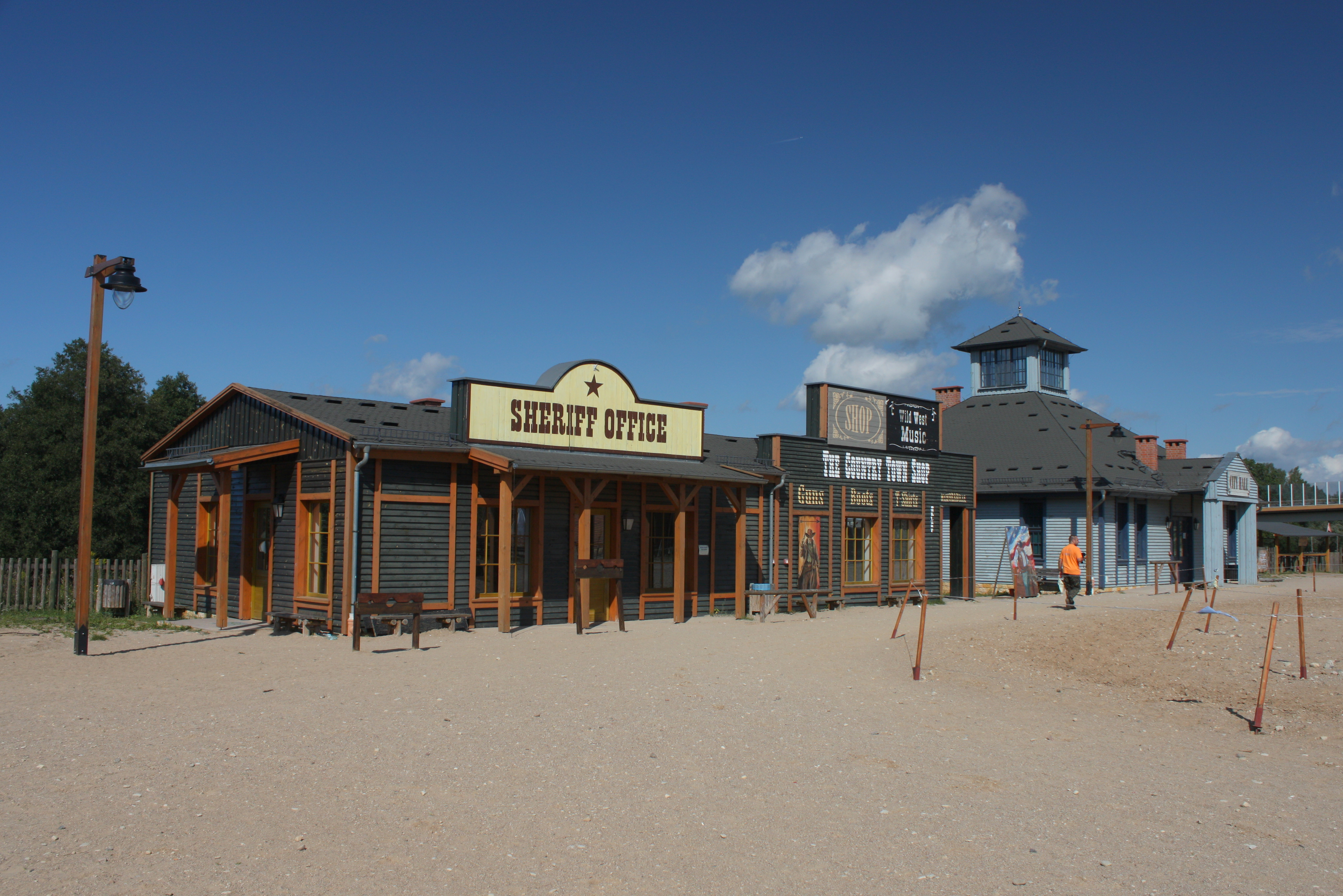
Miasteczko Mrongoville (2012 r.)

- Amfiteatr nad jeziorem Czos – powstał w latach 80. XX w. Jest miejscem wielu imprez kulturalnych, m.in. Piknik Country, Mazurska Noc Kabaretowa, Festiwal Kultury Kresowej. W 2011–2012 roku obiekt został rozebrany i w jego miejscu został wybudowany nowy amfiteatr. Jest pilnowany 24 godziny na dobę oraz monitorowany. Można wchodzić tam wycieczkami grupowymi w okresie wakacyjnym
- Miasteczko Mrongoville – miasteczko w stylu Dzikiego Zachodu położone na peryferiach miasta. Dojazd drogą krajową nr 59 w kierunku Giżycka. Na początku 2008 roku została ukończona budowa.
- Plac Piłsudskiego – dawne miejsce gdzie były organizowane imprezy plenerowe, m.in. Piknik Country w Mieście, Festiwal Golonki, Wieczór Cygański. Obecnie znajduje się tam parking oraz postój taksówek.
- Promenada i molo nad jeziorem Czos – promenada z brukiem zaczynająca się od plaży na osiedlu grunwaldzkim, dookoła jeziora Czos a kończąc na pensjonatach za amfiteatrem na Jaszczurczej Górze.
- Wyciąg narciarski na Górze Czterech Wiatrów, czynny od stycznia 2005 r.
- Plac Unii Europejskiej – miejsce imprez plenerowych, mały amfiteatr w mieście położony nad jeziorkiem magistrackim w centrum miasta.
- skwer Jana Pawła II – zieleniec położony w centrum Mrągowa o powierzchni ok. 1 ha., otoczony ulicami: Roosevelta, Ratuszową, Kościelną oraz Nadbrzeżną. Skwer powstał w latach 60. XX w. na miejscu w którym stał zabytkowy szereg kamienic zniszczony podczas II wojny światowej. Obecnie znajduje się tu pomnik Papieża Jana Pawła II z 1999 r., autorstwa Wiesława Kaczmarka oraz dwa pomniki przyrody – 150-letnie dęby piramidalne, a także molo nad jeziorem Czos.
- plac PCK – niewielki zieleniec położony w centrum Mrągowa o powierzchni 0,6 ha, ograniczony ulicami Mrongowiusza i Warszawską. Powstał w latach 50. XX w., po wybudowaniu Domu Kultury. Znajduje się tu fontanna, a obok położone jest obecne Centrum Kultury i Turystyki. Od października 2006 r. na placu trwały prace renowacyjne, które zakończyły się oficjalnym odsłonięciem pomnika Mrągowskiej Syrenki dnia 7 lipca 2007 r.
- Muzeum Sprzętu Wojskowego – założone w 2010 roku przez mrągowskiego kolekcjonera, Sławomira Trzeciakiewicza. Zbiory muzeum to blisko 80 pojazdów wojskowych, pożarniczych i milicyjnych. Jednym z najciekawszych eksponatów jest sprawny czołg T-34, wyprodukowany w 1954 roku[16].

## Gospodarka

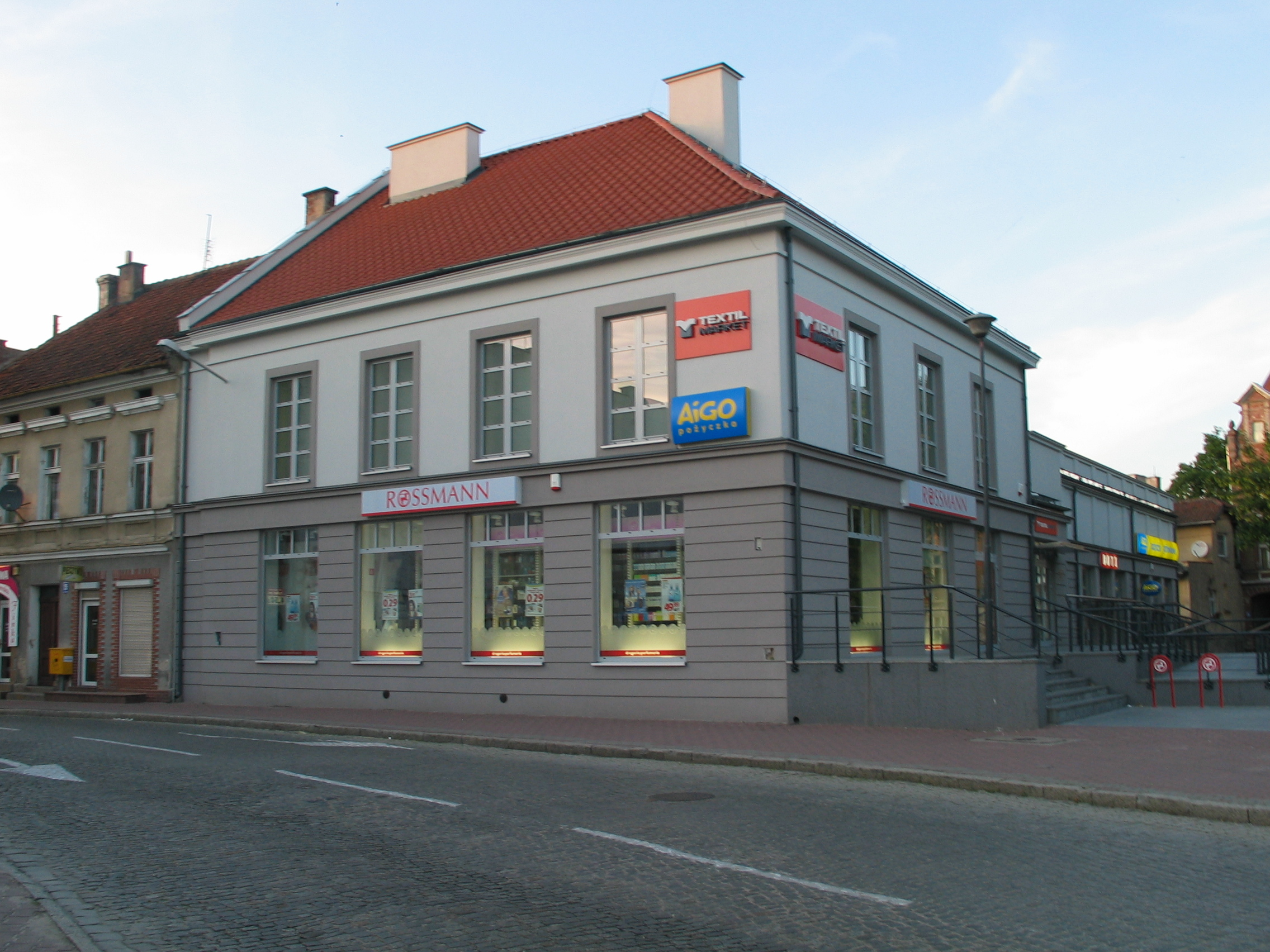
Sklep sieci Rossmann (ul. Warszawska 37)

Głównymi dziedzinami gospodarki w mieście są przemysł spożywczy (mleczarski), drzewny (meblarstwo) i odzieżowy. Do największych zakładów Mrągowa należą:
- Okręgowa Spółdzielnia Mleczarska Mlekpol
- Zakłady stolarki okiennej AdamS A. Pędzich
- Producent ciągników rolniczych Farmtrac Tractors Europe
- Firma motoryzacyjna Bruss Polska
- Zakład Metalowy Agromasz
- Firma spedycyjna Tracom

i inne.
Najważniejszą rolą Mrągowa jest obsługa handlowo-usługowa miasta i powiatu, a największym rynkiem pracy są handel i usługi oraz administracja. Istotną rolę w gospodarce miasta odgrywa obsługa ruchu turystycznego. W związku z przemianami gospodarczymi w kraju, również w Mrągowie zmienił się profil działalności w sektorze spożywczym, zmniejszył się udział przemysłu przetwórczego np. wcześniej funkcjonował Zakład Rybacki Mrągowo wchodzący w skład Państwowego Gospodarstwa Rybackiego Olsztyn. Wcześniej jako samodzielne Państwowe Gospodarstwo Rybackie Mrągowo.

### Warmińsko-Mazurska Specjalna Strefa Ekonomiczna
Po kilkumiesięcznych staraniach 7 września 2004 roku Rozporządzeniem Rady Ministrów w Mrągowie została utworzona podstrefa Warmińsko-Mazurskiej Specjalnej Strefy Ekonomicznej, która obejmuje 29,7 ha gruntów położonych przy ulicy Przemysłowej i Giżyckiej. Teren podstrefy będzie jednak poszerzony w miarę napływu do niej inwestycji. Głównym celem powołania podstrefy jest stworzenie warunków do powstania nowych inwestycji na terenie gminy, które zaowocowałyby powstanie przynajmniej 120 nowych miejsc pracy w okresie pierwszych trzech lat jej funkcjonowania. Nowe inwestycje przełożyć się powinny także na wzrost obrotów innych przedsiębiorstw w regionie, przyciągnięcie do miasta wykwalifikowanej kadry oraz zagospodarowanie nieużytków miejskich.

## Transport

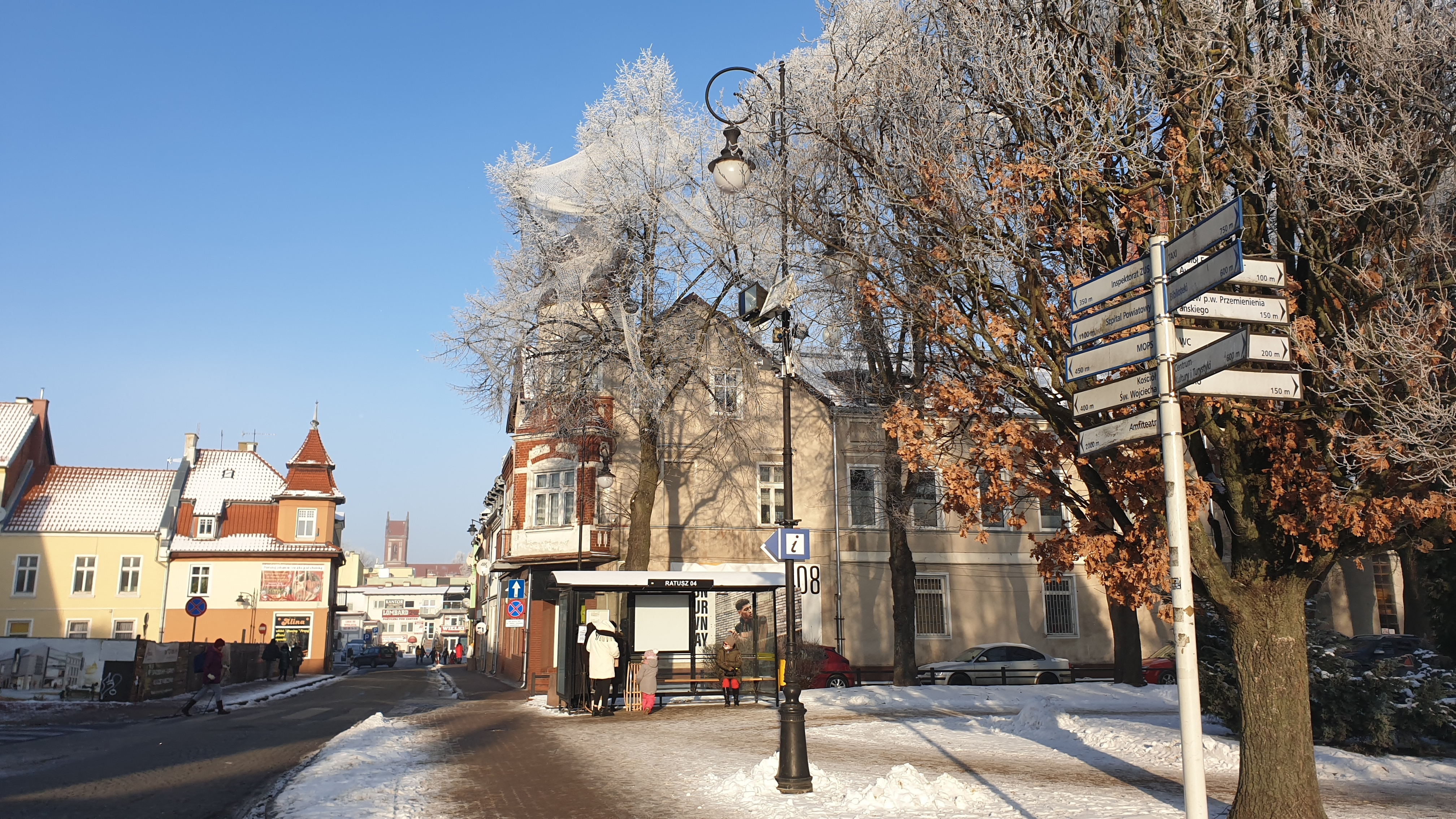
Ulica Ratuszowa

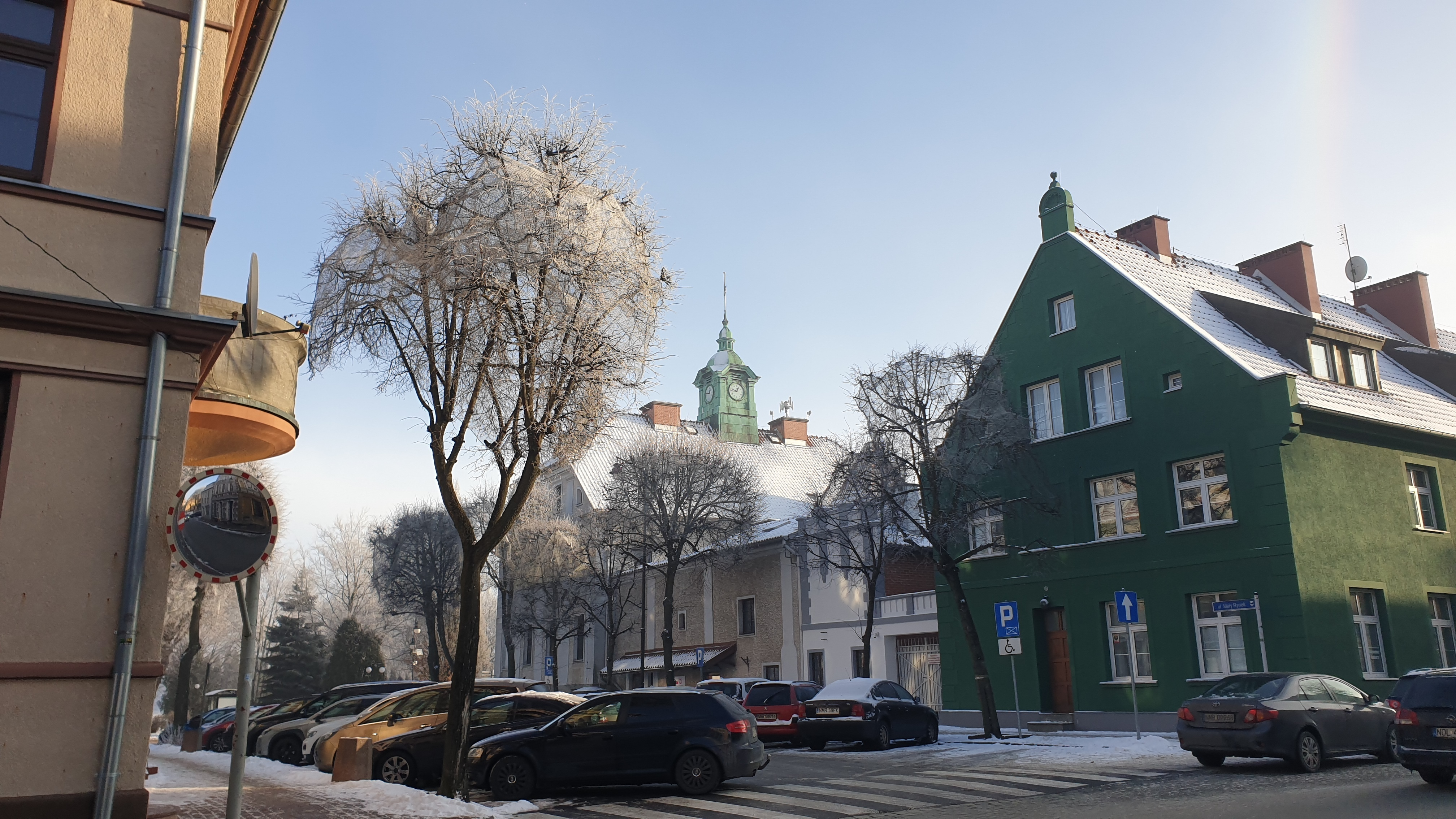
Ulica Mały Rynek

Mrągowo położone jest na linii kolejowej Olsztyn-Ełk, powstałej w 1888 r., ze stacją Mrągowo. W mieście krzyżują się drogi prowadzące do Olsztyna, Szczytna, Augustowa, Kętrzyna i Giżycka. Działa miejska komunikacja autobusowa. Miasto posiada obwodnicę zachodnią która została dopuszczona do użytku 17 czerwca 2011 roku o godzinie 13:00, ruch tranzytowy odbywa się głównymi ulicami miasta. W latach 2010–2012 miała powstać obwodnica południowa, ale inwestycje przełożono na lata 2014–2015.

### Transport drogowy
Główne drogi przebiegające przez Mrągowo:
Drogi krajowe
- droga krajowa nr 16 Grudziądz – Olsztyn – Mrągowo – Ełk – Ogrodniki
- droga krajowa nr 59 Rozogi – Mrągowo – Giżycko

Drogi ekspresowe
- droga ekspresowa S16 Grudziądz – Mrągowo – Augustów

Drogi wojewódzkie
- droga wojewódzka nr 591 Mrągowo – Kętrzyn – Michałkowo
- droga wojewódzka nr 600 Mrągowo – Szczytno

### Transport kolejowy
Połączenia osobowe zostały zlikwidowane. Ostatni pociąg osobowy odjechał z Mrągowa 30 kwietnia 2010  roku. W 2023 roku PKP zapowiedziały powrót linii kolejowej do Mrągowa.

### Komunikacja miejska

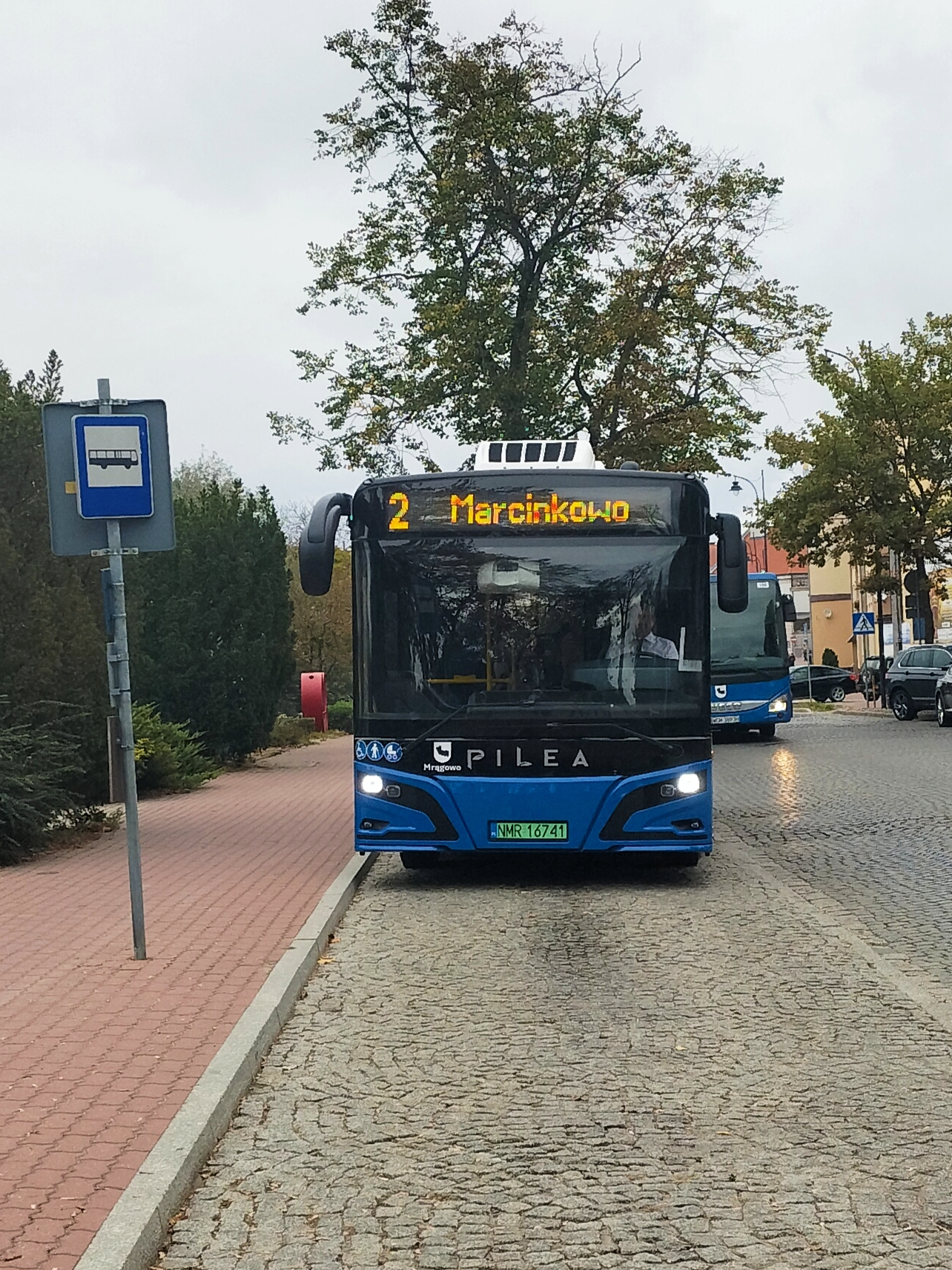
Autobus linii 2 w Mrągowie

Komunikację miejską i samochodową zapewnia spółka Przewozy Osobowe Czapliccy z Przasnysza. Dawniej komunikację miejską w Mrągowie zapewniał Zakład Komunikacji Miejskiej, pierwsza linia autobusowa na trasie Marcinkowo-Szpital Powiatowy powstała w 1963.

## Kultura
Cyklicznymi wydarzeniami kulturalnymi odbywającymi się w Mrągowie są Mazurska Noc Kabaretowa, Międzynarodowy Festiwal Muzyki Country, zwany popularnie Piknikiem Country, Festiwal Weselnych Przebojów, Tydzień Ewangelizacyjny, Dni Mrągowa oraz Festiwal Kultury Kresowej, organizowany z inicjatywy Towarzystwa Miłośników Wilna i Ziemi Wileńskiej. W czerwcu odbywają się Mrągowskie Dni Kultury. W mieście działa Mrągowskie Centrum Kultury (MCK), Młodzieżowy Dom Kultury, kino Zodiak, biblioteka miejska i pedagogiczna oraz Muzeum Ziemi Mrągowskiej. W ramach Centrum Kultury działają koła zainteresowań, między innymi plastyczne, taneczne, teatralne i muzyczne.

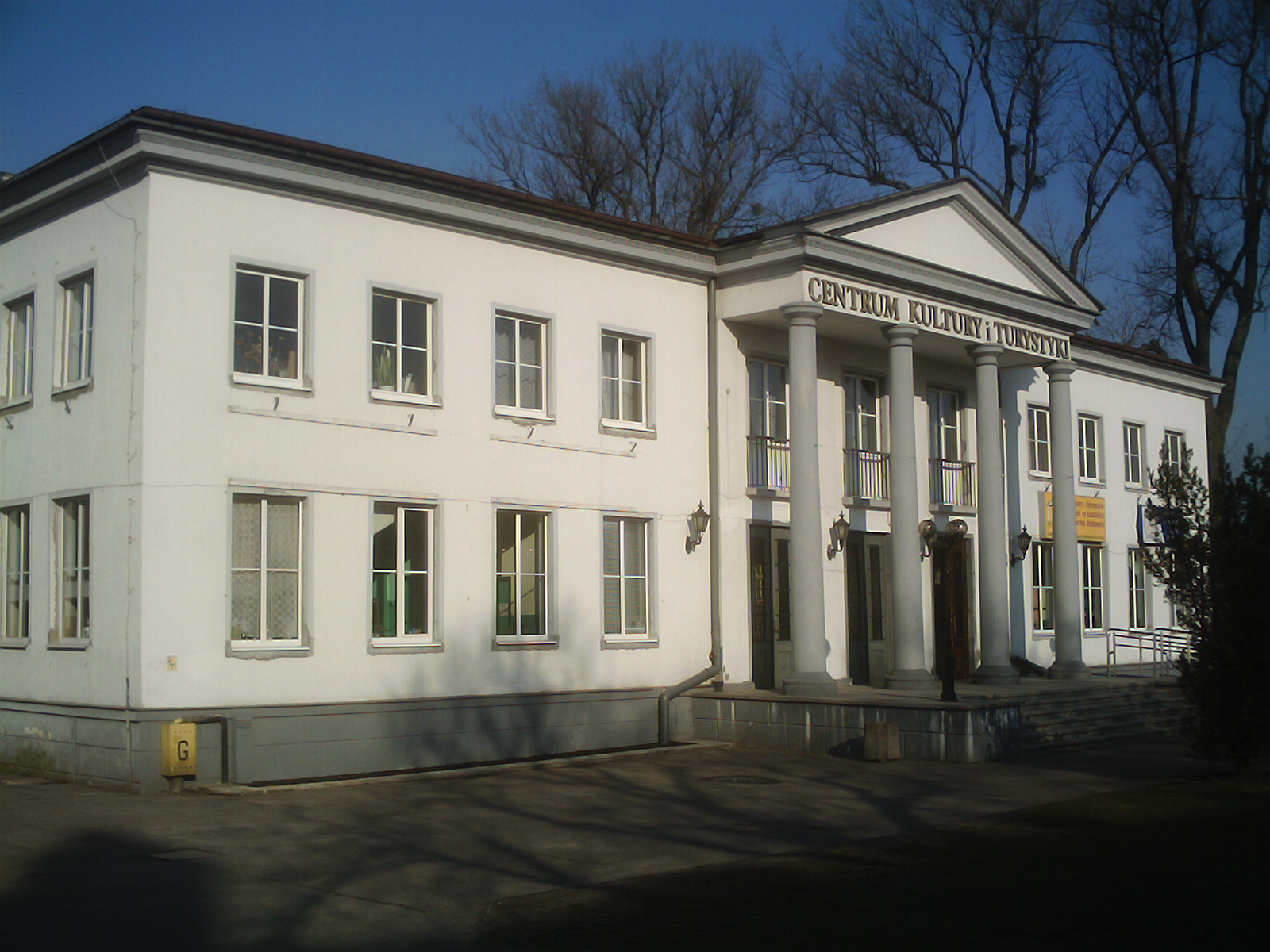
Centrum Kultury i Turystyki

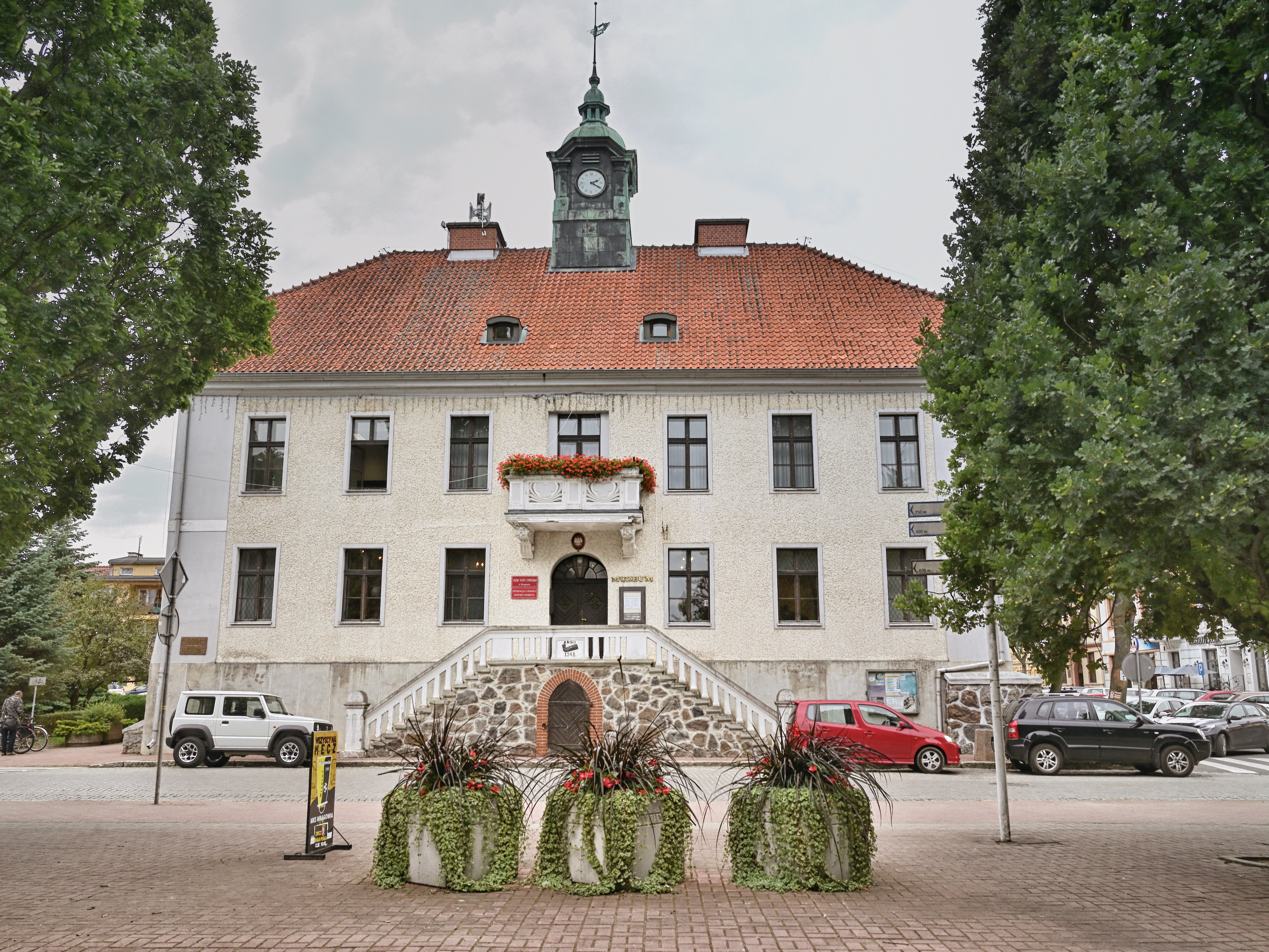
Ratusz miejski z 1825 r. obecnie oddział Muzeum Warmii i Mazur

| Placówki kulturalne: - Mrągowskie Centrum Kultury - Biblioteka Miejska im. Wacława Gołowicza - Biblioteka Pedagogiczna - Kino Zodiak - Muzeum Ziemi Mrągowskiej | Imprezy: - Mazurska Noc Kabaretowa - Międzynarodowy Festiwal Muzyki Country - Mazurski Festiwal Operowy Belcanto - Festiwal Kultury Kresowej - Mrągowski Tydzień Ewangelizacyjny - Festiwal Przebojów Weselnych - Projekt Arboretum |

Media Lokalne:
- Mrągowo24Info – strona na Facebooku
- Gazeta Olsztyńska (oddział w Mrągowie) – strona internetowa

W Mrągowie w 1966 r. kręcono film Kochajmy syrenki, w którym główne role zagrali Jacek Fedorowicz i Bohdan Łazuka. W 2009 r. kręcono film Komisarz Blond i Oko sprawiedliwości, w którym główne role zagrali Mariusz Pujszo i Paweł Deląg. W 2010 r. kręcono przez dwa dni zdjęcia do filmu Optymista, w którym główną rolę zagrał Wojciech Malajkat. W sierpniu 2013 r. były realizowane zdjęcia do filmu krótkometrażowego Kładka w scenariuszu i reżyserii Michała Bartoszewicza.

## Oświata

### Szkoły podstawowe
- Szkoła Podstawowa nr 1 im. Mikołaja Kopernika
- Szkoła Mistrzostwa Sportowego im. gen. Mariusza Zaruskiego
- Szkoła Podstawowa nr 4 im. generała Stefana „Grota” Roweckiego
- Zespół Szkół Specjalnych nr 5

### Szkoły średnie
- I Liceum Ogólnokształcące im. Obrońców Westerplatte
- II Liceum Ogólnokształcące Mistrzostwa Sportowego im. gen. Mariusza Zaruskiego
- Centrum Kształcenia Zawodowego i Ustawicznego w Mrągowie
  - Technikum nr 2
  - Liceum Ogólnokształcące dla Dorosłych
  - Szkoła Policealna dla Dorosłych
- Zespół Szkół im. Władysława Jagiełły

### Szkoły artystyczne
- Państwowa Szkoła Muzyczna I stopnia[31]

## Wspólnoty wyznaniowe

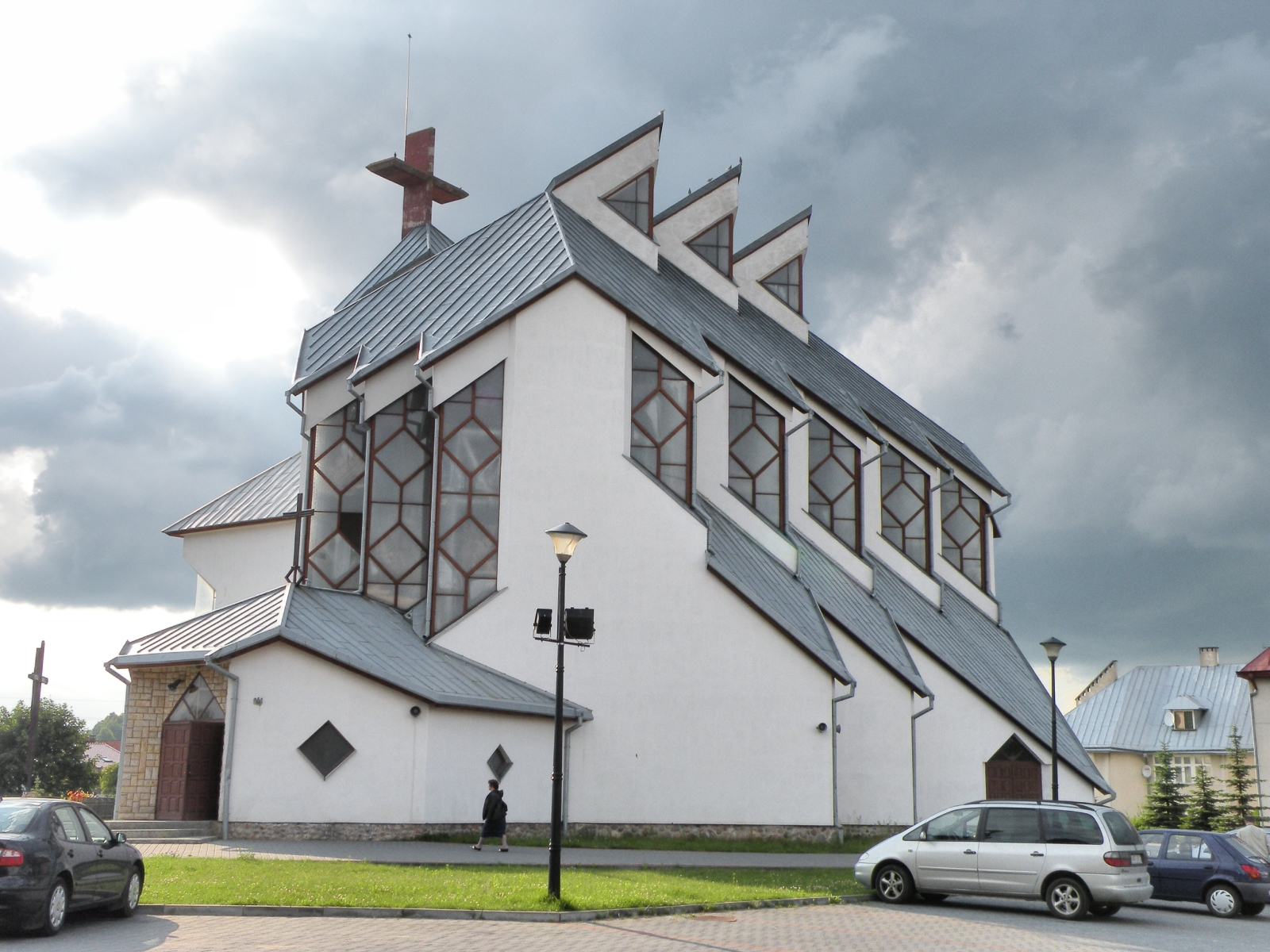
Kościół rzymskokatolicki pw. bł. Honorata Koźmińskiego

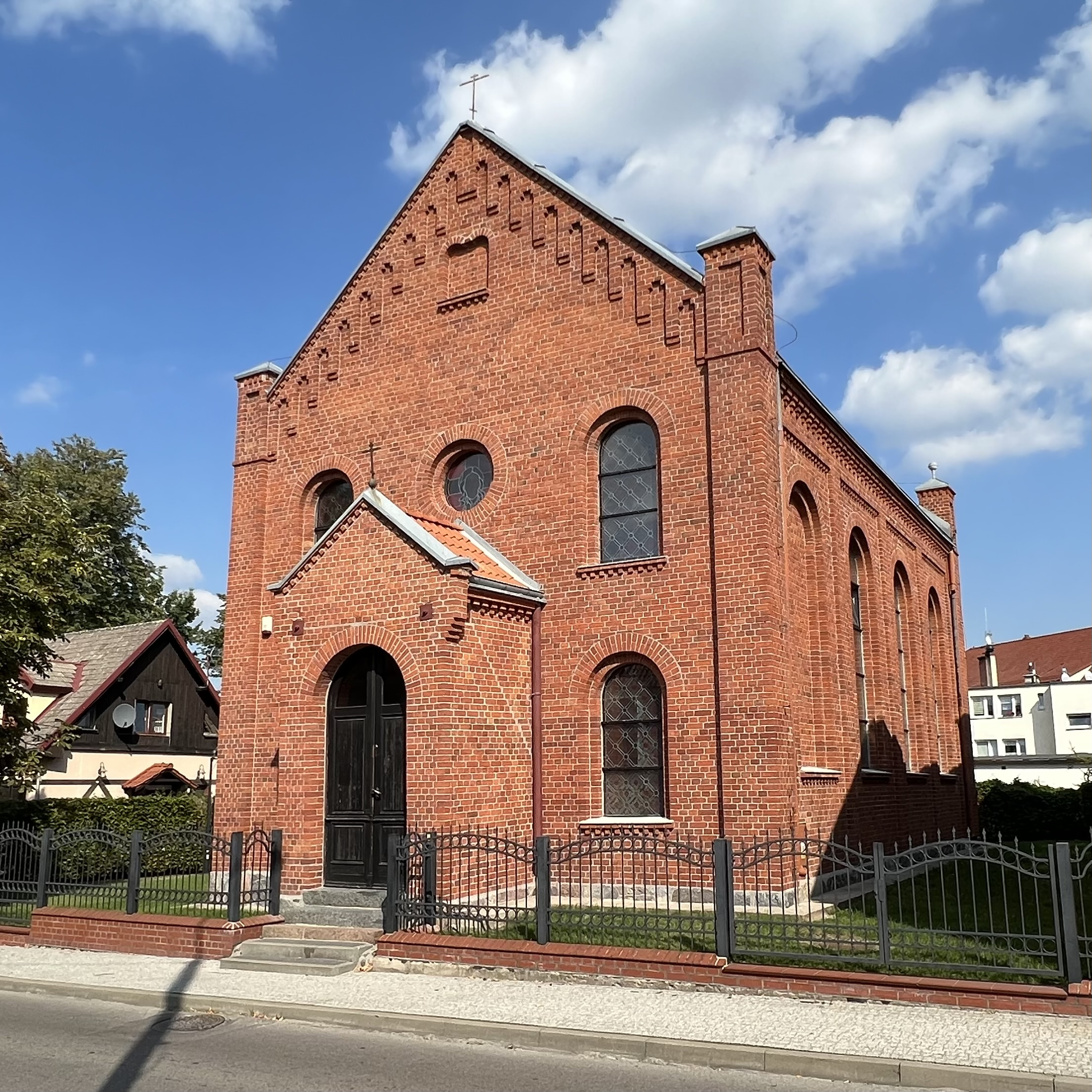
Dawna synagoga, obecnie Cerkiew Przemienienia Pańskiego

Na terenie Mrągowa działalność religijną prowadzą następujące Kościoły i związki wyznaniowe:
- Kościół rzymskokatolicki:
  - parafia pw. św. Wojciecha (ul. Królewiecka)[32]
  - parafia pw. bł. Honorata Koźmińskiego (ul. Olsztyńska)[33]
  - parafia pw. Matki Boskiej Saletyńskiej (ul. Słoneczna)[34]
  - parafia pw. św. Rafała Kalinowskiego (os. Grunwaldzkie)[35]
  - parafia pw. św. Ojca Pio (os. Mazurskie)[36]
- Polski Autokefaliczny Kościół Prawosławny:
  - parafia Przemienienia Pańskiego (cerkiew Przemienienia Pańskiego ul. Franklina D. Roosevelta 3)[37]
- Kościół Ewangelicko-Augsburski w RP:
  - parafia w Mrągowie (ul. Kościelna 2)[38]
- Kościół Zielonoświątkowy w RP:
  - zbór w Mrągowie (ul. Spacerowa 2a)[39]
- Świadkowie Jehowy:
  - zbór Mrągowo (Sala Królestwa, ul. Kormoranów 2)[40][41].
- Kościół Nowoapostolski w Polsce:
  - zbór w Mrągowie (ul. M. Konopnickiej 7)[42]

## Przyroda

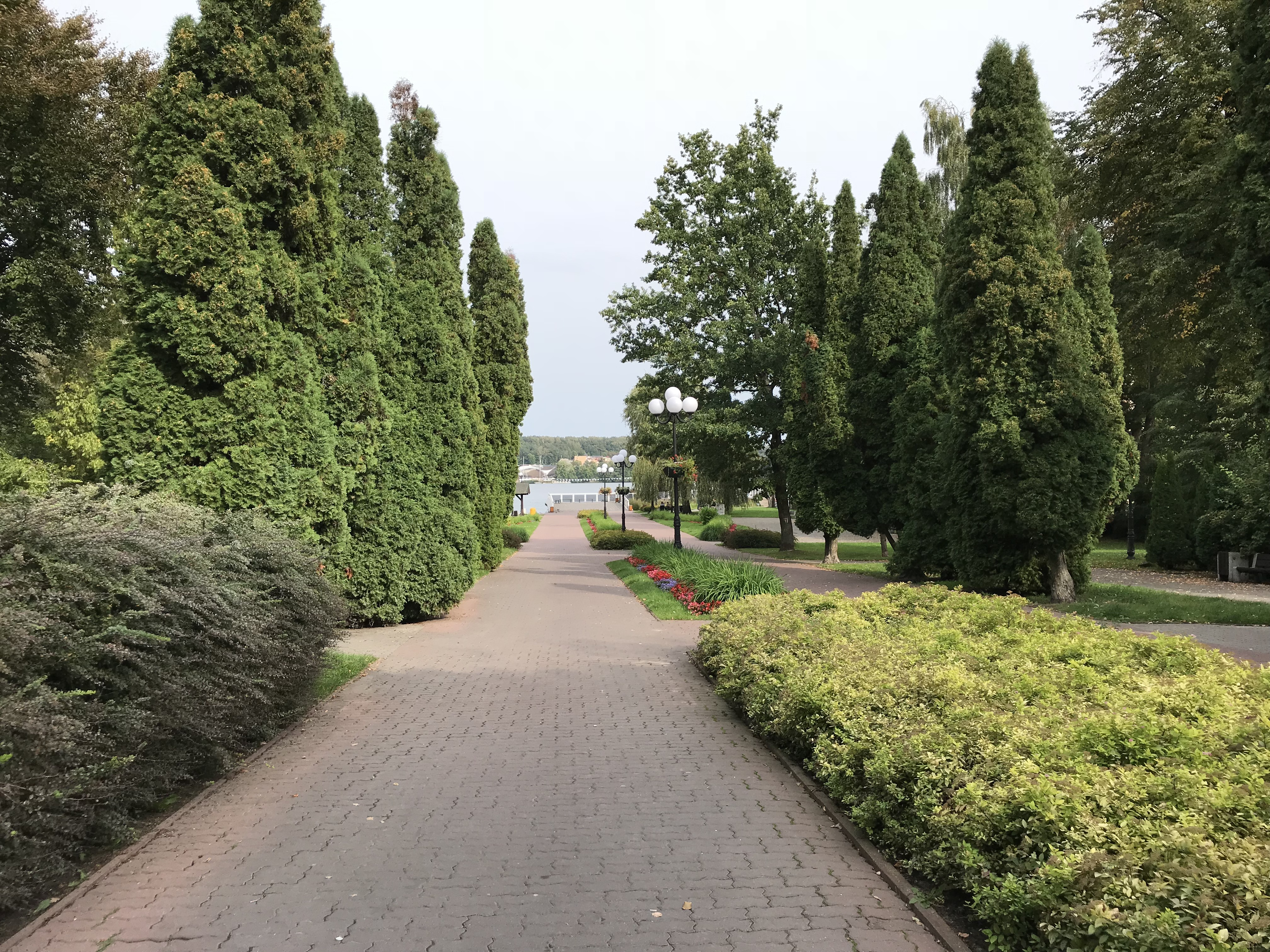
Bulwar prowadzący do jez. Czos

Atrakcyjne położenie wśród lasów i jezior Pojezierza Mrągowskiego, a także liczne atrakcje turystyczne stawiają Mrągowo w gronie najchętniej odwiedzanych miast latem i zimą Warmii i Mazur. W ofercie aktywnych form wypoczynku znajdują się: spływy kajakowe, wycieczki piesze i rowerowe, jazda konna. Trasy wędrówek wiodą do Kętrzyna, Sorkwit, Reszla, Świętej Lipki oraz na szlak Wielkich Jezior Mazurskich. W pobliżu miasta istnieje wiele rezerwatów przyrody i terenów chronionych. W odległości ok. 10 km od miasta położony jest Mazurski Park Krajobrazowy.

### Zieleń miejska
Zieleń miejska – stanowiąca skwery zlokalizowane na terenie miasta wraz z urządzeniami i elementami małej architektury. Łączna powierzchnia zieleni wynosi 7,3 ha, która obejmuje 5,7 ha samych trawników, wymagających starannej konserwacji. Kwietniki sezonowe stanowią 235 m² i obsadzane są rokrocznie sadzonkami kwiatów. 650 m² terenu stanowią skarpy trawnikowe obsadzone, a 2896 m² skarpy nieobsadzone. Na terenie miasta zainstalowanych jest ok. 200 sztuk ławek stałych i ok. 150 koszy stałych. Całorocznemu utrzymaniu i konserwacji podlegają dwie fontanny w mieście.
Las Komunalny (Park im. Słowackiego) – zajmuje powierzchnię 71 ha. Traktowany jest jako kompleks o założeniu parkowym. Nie prowadzi się w nim gospodarki typowo leśnej. Prace ogranicza się do cięć pielęgnacyjnych i sanitarnych drzewostanu. Nasilenie tych prac przypada na okres jesienno-zimowy. Wiosną i latem prowadzone są prace porządkowe, mający na celu przygotowanie obiektu do sezonu. Las miejski odwiedzany jest przez rzeszę turystów z uwagi na biegnące tędy szlaki wędrówek pieszych.

### Obszary chronione
| - Mazurski Park Krajobrazowy - rezerwat przyrody Gązwa - rezerwat przyrody Krutynia - rezerwat przyrody Łuknajno | - rezerwat przyrody Pierwos - rezerwat przyrody Piłaki - rezerwat przyrody Strzałowo - rezerwat przyrody Zakręt |

## Sport i rekreacja

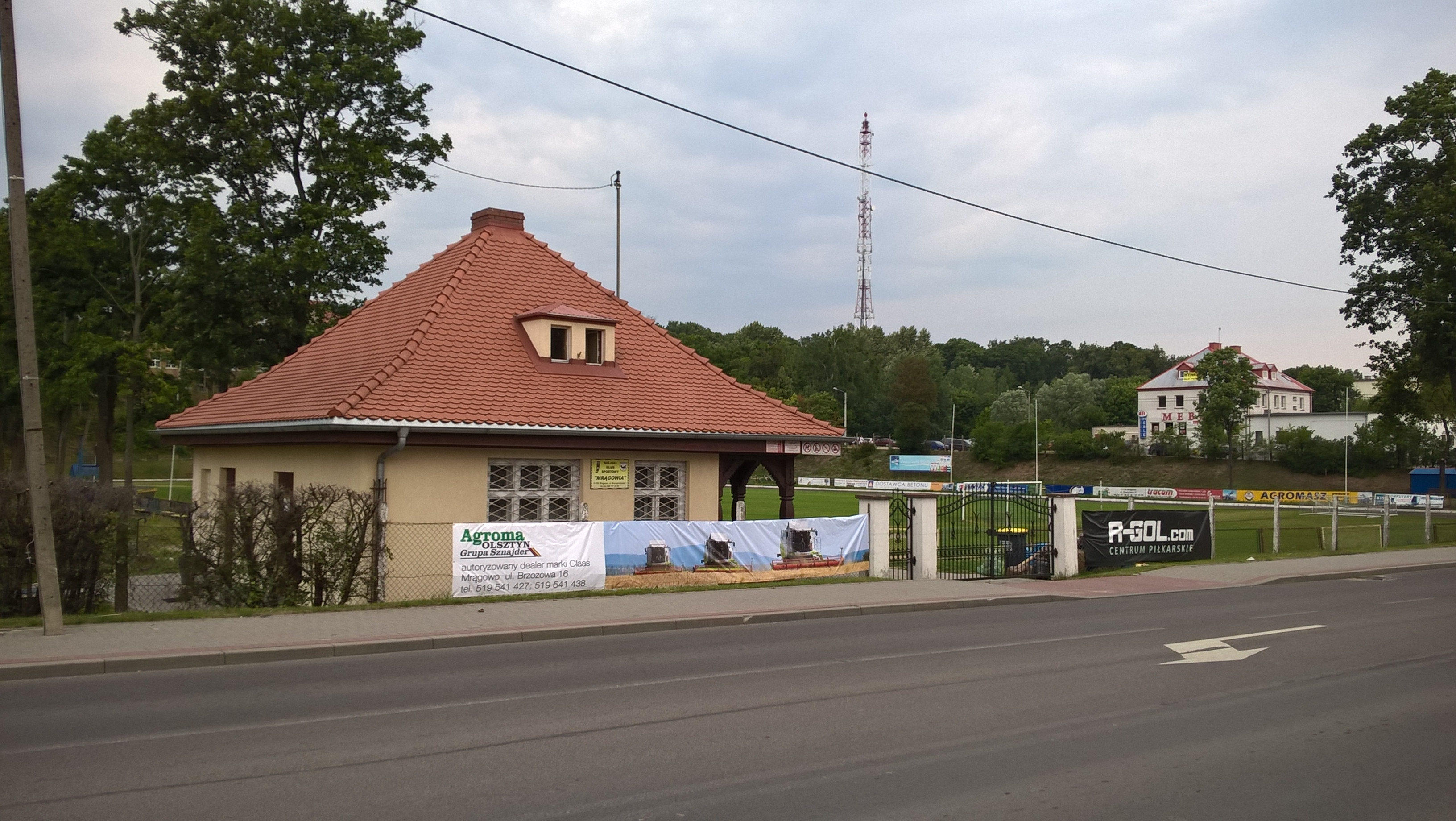
Stadion piłkarski (obecnie w remoncie)

- Mrągowia Mrągowo[43] – klub piłkarski,
- Klub Żeglarski „Baza” Mrągowo[44],
- Mrągowskie Stowarzyszenie Rowerowe,
- Klub Biegacza Mrągowo,
- AS Mrągowo – młodzieżowy klub koszykarski,

## Współpraca międzynarodowa
| Miasto        | Państwo | Data podpisania umowy |
| ------------- | ------- | --------------------- |
| Grünberg      | Niemcy  | 12 października 1992  |
| Limanowa      | Polska  | 2 października 2006   |
| Zielenogradsk | Rosja   | 9 kwietnia 2011       |